# 우드로 윌슨 행정부
우드로 윌슨은 1913년 3월 4일부터 1921년 3월 4일까지 제28대 미국 대통령을 역임했다. 민주당원이자 전 뉴저지주지사였던 윌슨은 1912년 대통령 선거에서 공화당 후보이자 현직 대통령인 윌리엄 하워드 태프트와 진보당 후보이자 전 대통령인 시어도어 루스벨트를 물리치고 당선되면서 취임했다. 윌슨은 1916년 근소한 차이로 재선되었다. 그의 근거지는 뉴저지였지만, 대부분의 남부 지도자들은 그를 동향인으로 여겨 협력했다. 윌슨은 임기 말에 여러 차례 뇌졸중을 앓았고, 1920년 선거에서 압도적인 승리를 거둔 공화당의 워런 G. 하딩이 뒤를 이었다.
윌슨은 진보 운동의 선두 주자였다. 그는 첫 임기 동안 1930년대 뉴딜 정책 이전까지 유례가 없는 진보적인 입법 정책들을 통과시켰다. 연방 소득세를 허용한 헌법 수정 제16조 비준 한 달 후 취임한 그는 더 낮은 관세율로 인한 세수 손실을 대체하기 위해 낮은 연방 소득세를 도입한 1913년 세입법 통과를 도왔다. 1917년 미국이 제1차 세계 대전에 참전한 후 소득세율은 급증했다. 윌슨의 첫 임기 동안 통과된 다른 주요 진보적 입법에는 연방준비법, 1914년 연방거래위원회법, 클레이턴 반독점법, 그리고 연방 농업 대출법이 포함된다. 그는 철도 노동자들에게 8시간 근무제를 부과한 애덤슨법 통과로 위협받던 철도 파업을 막았다. 인종 문제에 관해서는 윌슨 행정부가 정부 기관에 대한 분리주의 정책을 강화했다. 그는 멕시코 내전을 다루는 데 있어 도덕주의적 정책에 깊이 관여했다. 1914년 제1차 세계 대전이 발발하자 미국은 중립을 유지하며 연합국과 동맹국 간의 평화 협정을 중재하려고 했다.
윌슨의 두 번째 임기는 제1차 세계 대전에서 미국의 참전 및 재정 역할, 그리고 평화로운 전후 세계를 설계하는 데 집중되었다. 1917년 4월, 미국은 독일과의 전쟁을 선포하며, 독일의 재개된 무제한 잠수함 작전으로 인해 연합국 편으로 분쟁에 참여했다. 1917년 선택적 병역법을 통해 1918년 여름까지 매일 10,000명의 신규 훈련병이 프랑스로 파견되었다. 국내 전선에서는 윌슨이 소득세를 인상하고, 전쟁 산업 위원회를 설립하고, 노동조합 협력을 장려하고, 레버법을 통해 농업 및 식량 생산을 규제했으며, 국가의 철도 시스템을 국유화했다. 1915년 국정연설에서 윌슨은 의회에 1917년 간첩법과 1918년 선동법을 통과시켜 징병 반대 운동가들을 탄압할 것을 요청했다. 이 탄압은 후에 법무부 장관 A. 미첼 파머에 의해 1919년에서 1920년까지의 제1차 적색공포 기간 동안 비시민권자인 급진주의자들의 추방을 포함하여 더욱 강화되었다. 윌슨은 국제주의에 도덕성을 부여했으며, 이는 오늘날 "윌슨주의"로 불리는 이념으로, 국가가 세계 민주주의를 증진해야 한다고 주장하는 적극적인 외교 정책이었다. 1918년 초, 그는 평화를 위한 원칙인 14개조 평화 원칙을 발표했고, 1919년에는 독일과의 휴전 협정이 체결된 후 파리로 가서 베르사유 조약을 체결했다. 윌슨은 미국이 국제연맹에 가입하도록 하는 이 조약을 위해 전국 순회 캠페인을 벌였다. 그는 1919년 10월 뇌졸중으로 무력해졌고 조약은 상원에서 실패했다.
건강 악화와 정신 능력 저하에도 불구하고 윌슨은 두 번째 임기의 남은 기간을 역임했으며 세 번째 임기 후보 지명을 희망했다. 1920년 대통령 선거에서 공화당의 워런 G. 하딩은 민주당 후보인 제임스 M. 콕스를 압도적인 표차로 물리쳤다. 역사가들과 정치학자들은 윌슨을 평균 이상의 대통령으로 평가하며, 그의 재임 기간은 현대 미국 자유주의의 중요한 선구자였다. 그러나 윌슨은 인종차별적인 시각과 행동으로 비판받기도 했다.

## 1912년 대통령 선거
윌슨은 1910년 뉴저지주지사로 당선되자마자 1912년 대통령 후보로 유력하게 부상했다. 이미 프린스턴 대학교 총장이자 저명한 지식인으로 유명했던 그는 주 정치 보스들을 물리치고 미국 개혁을 위한 진보 운동의 전국적 지도자로 떠오르면서 정치적 위상이 치솟았다. 1912년 민주당 전당대회에 앞서 윌슨은 1896년 이래 민주당을 largely 지배했던 윌리엄 제닝스 브라이언의 추종자들의 지지를 얻기 위해 특별한 노력을 기울였다. 미주리주의 하원의장 챔 클라크는 많은 사람들에게 후보 지명의 선두 주자로 여겨졌고, 앨라배마주의 하원 원내대표 오스카 언더우드 또한 경쟁자로 떠올랐다. 클라크는 당내 브라이언 파벌의 지지를 얻었으며, 언더우드는 보수적인 버번 민주당원, 특히 남부에서 인기를 얻었다. 민주당 전당대회 첫 투표에서 클라크는 다수를 획득했고, 열 번째 투표에서는 뉴욕의 태머니 홀 세력이 그를 지지하면서 대의원의 과반수를 얻었다. 그러나 민주당 규정은 후보가 지명을 얻기 위해 대의원의 3분의 2를 획득해야 했고, 투표는 계속되었다. 윌슨 캠페인은 인디애나 주지사 토머스 R. 마셜에게 부통령직을 약속함으로써 대의원들을 확보했으며, 몇몇 남부 대표단은 언더우드에서 남부 출신인 윌슨으로 지지를 옮겼다. 윌슨은 마침내 전당대회 46번째 투표에서 3분의 2의 득표를 얻었고, 마셜은 윌슨의 러닝메이트가 되었다.

1912년 선거인단 지도

윌슨은 심하게 분열된 야당에 직면했다. 현직 윌리엄 하워드 태프트는 전 공화당 대통령인 시어도어 루스벨트와의 치열한 전투 끝에 공화당 지명을 받았다. 루스벨트는 공화당을 탈당하고 새로운 제3당인 진보당을 창당했다. 네 번째 후보인 사회당의 유진 데브스는 노동 운동에서 작은 전국적 기반을 가지고 있었다. 공화당의 분열은 1892년 이후 처음으로 민주당에게 승리에 대한 모든 기대를 주었다. 루스벨트는 윌슨의 주요 경쟁자로 부상했으며, 윌슨과 루스벨트는 강력한 개입주의 중앙 정부를 요구하는 유사한 진보적 강령을 공유했음에도 불구하고 서로를 공격하는 데 집중했다. 윌슨은 531개의 선거인단 투표 중 435개를 얻었고 득표율 41.8%를 기록했으며, 루스벨트는 나머지 선거인단 투표 대부분과 득표율 27.4%를 얻어 미국 역사상 가장 강력한 제3당의 성과 중 하나를 나타냈다. 태프트는 득표율 23.2%를 얻었지만 8개의 선거인단 투표만 얻었고, 데브스는 득표율 6%를 얻었다. 동시 진행된 의회 선거에서 민주당은 하원 통제권을 유지하고 상원에서 과반수를 차지했다. 윌슨의 승리는 그를 1848년 이후 처음으로 대통령이 된 남부 출신으로 만들었다.

## 인사 및 임명

### 내각 및 행정부

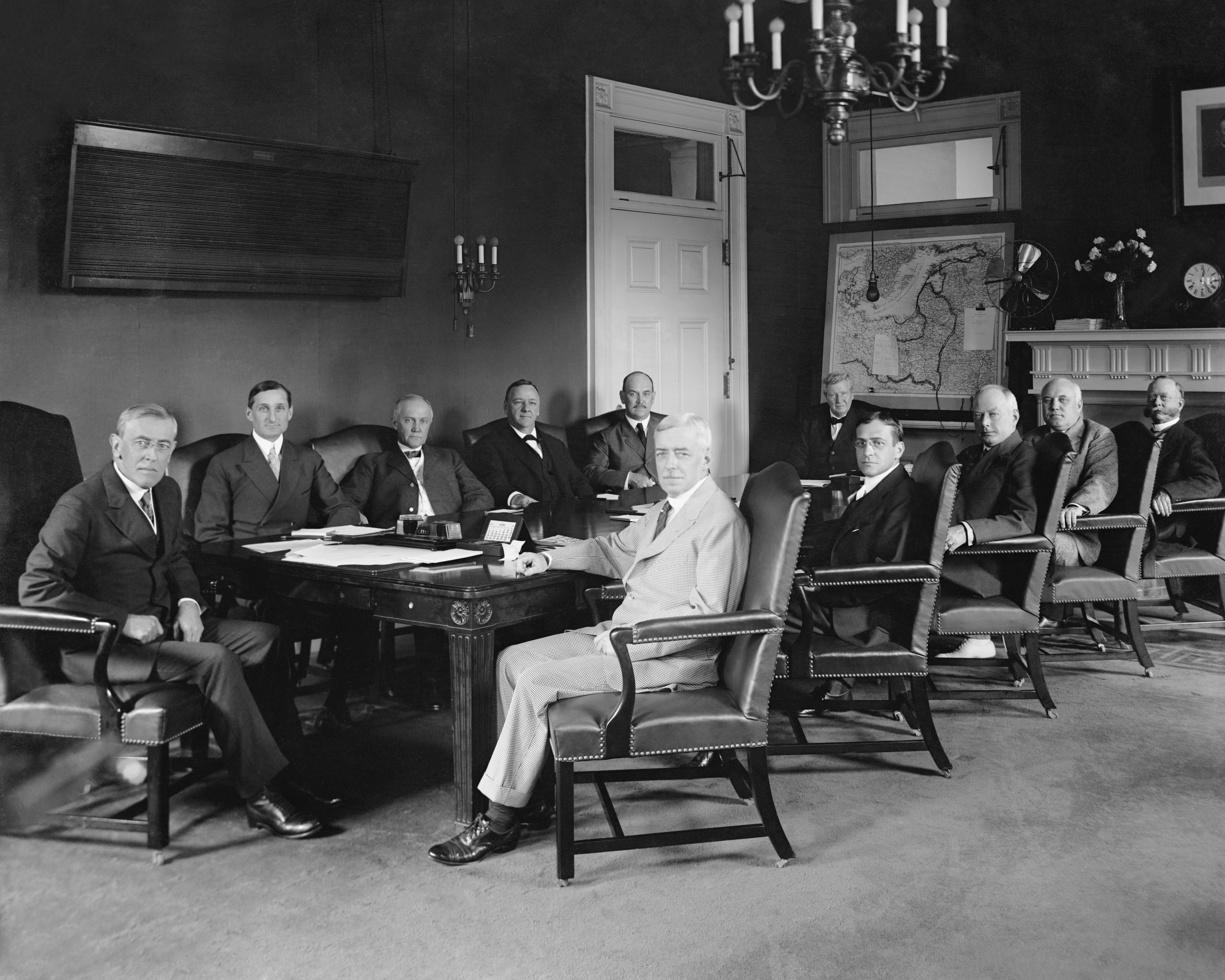
1916년 윌슨과 그의 내각

선거 후, 윌슨은 신속하게 윌리엄 제닝스 브라이언을 국무장관으로 선정했고, 브라이언은 윌슨 내각의 나머지 구성원들에 대한 조언을 제공했다. 윌슨의 딸과 1914년에 결혼한 저명한 윌슨 지지자 윌리엄 깁스 매커두는 재무장관이 되었고, 저명한 반독점 소송을 성공적으로 수행했던 제임스 클라크 맥레이놀즈는 법무장관으로 선정되었다. 언더우드의 조언에 따라 윌슨은 텍사스주 하원의원 앨버트 S. 벌레슨을 우정청장으로 임명했다. 브라이언은 RMS 루시타니아 침몰 이후 독일에 대한 윌슨의 강경 노선에 반대하여 1915년에 사임했다. 브라이언의 후임으로는 로버트 랜싱이 임명되었고, 윌슨은 브라이언의 퇴임 후 행정부의 외교 정책에 대한 직접적인 통제를 강화했다. 진보적인 민주당원인 뉴턴 D. 베이커는 1916년에 전쟁부 장관이 되었고, 베이커는 제1차 세계 대전 동안 전쟁부를 이끌었다. 윌슨 내각은 제1차 세계 대전 종전 후 교체되었으며, 카터 글래스가 매커두를 대신하여 재무장관이 되었고 A. 미첼 파머가 법무장관이 되었다.
윌슨의 비서실장("장관")은 1913년부터 1921년까지 조지프 패트릭 터멀티였다. 터멀티의 직책은 정치적 완충 장치이자 언론과의 중재자 역할을 제공했으며, 그의 억제할 수 없는 정신은 대통령의 종종 우울한 기질을 상쇄했다. 윌슨의 첫 부인인 엘렌 액슨 윌슨은 1914년 8월 6일에 사망했다. 윌슨은 1915년에 에디스 볼링 갈트와 결혼했으며, 그녀는 윌슨의 일정을 전적으로 통제하여 터멀티의 권한을 축소시켰다. 가장 중요한 외교 정책 고문이자 절친한 친구는 윌슨이 자리를 비운 동안 평화 회의에서 그의 실책 때문에 1919년 초에 그와 결별할 때까지 "대령" 에드워드 M. 하우스였다. 윌슨의 부통령인 전 인디애나 주지사 토머스 R. 마셜은 행정부에서 거의 역할을 하지 않았다.

### 출입 기자단
윌슨은 민감한 외교를 제외하고는 여론이 국가 정책을 형성해야 한다고 굳게 믿었으며, 신문에 큰 관심을 기울였다. 공보비서 조지프 패트릭 터멀티는 윌슨의 두 번째 부인이 그를 불신하고 그의 영향력을 축소시키기 전까지는 일반적으로 효과적이었다. 윌슨은 백악관에서 주 2회 기자회견을 처음으로 도입했다. 기자회견은 대통령이 자신의 발언을 인용하는 것을 금지하고 종종 의도적으로 모호한 진술을 했음에도 불구하고 대체로 효과적이었다. 최초의 기자회견은 1913년 3월 15일에 열렸으며, 기자들은 그에게 질문을 할 수 있었다.
윌슨은 언론과의 관계가 좋기도 하고 나쁘기도 했다. 관계는 일반적으로 원만했지만, 1915년 루시타니아 침몰 이후 백악관 기자들과의 주간 회의를 중단했다. 그는 또한 1919년 평화 회의 기간 동안 접근을 엄격히 제한했다. 두 경우 모두 윌슨은 홍보가 그의 조용한 외교에 방해가 될 것을 우려했다. 월터 리프먼과 같은 언론인들은 하우스 대령이 수다스러우면서도 언론을 조작하여 기사를 왜곡하는 데 교묘하다는 것을 발견하여 해결책을 찾았다. 행정부가 직면한 주요 문제는 남부 이외의 주요 신문과 잡지의 90%가 전통적으로 공화당을 지지했다는 점이었다. 행정부는 세계 평화라는 대의에서 윌슨의 리더십을 존경하는 호의적인 기자들과 조용히 협력하여 이를 상쇄했다. 그들의 신문은 특종이 뉴스가 되었기 때문에 그들의 보도를 인쇄했다. 독일어 언론은 윌슨에게 맹렬히 적대적이었지만, 그는 이를 자신에게 유리하게 이용하여 이중 국적자를 외국에 충성하는 자로 공격했다.

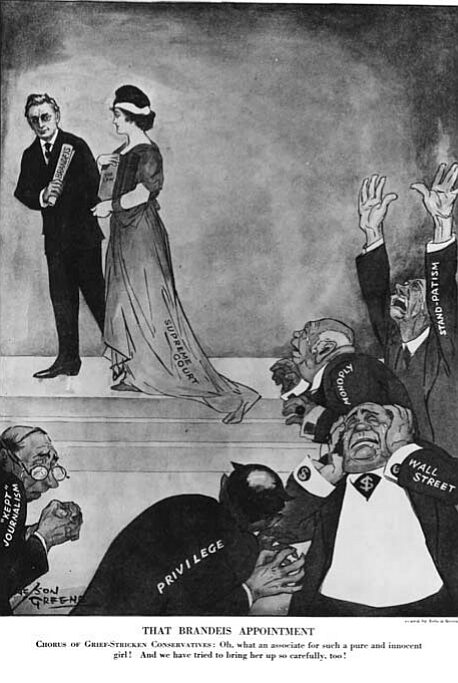
1916년 퍽 만화에서 "길들여진 언론, 특권, 월스트리트, 독점, 보수주의"를 실망시킨 브랜다이스 임명

### 사법부 임명
윌슨은 세 명을 미국 연방 대법원에 임명했다. 1914년에는 제임스 클라크 맥레이놀즈를 임명했는데, 그는 1941년까지 재직한 극단적인 보수주의자였다. 윌슨은 1913년에 루이스 브랜다이스를 내각에 임명하려고 했으나, 당시 너무 논란이 많았기 때문에 대신 윌슨의 비공식 수석 법률 고문으로 활동했다. 1916년, 윌슨은 브랜다이스를 대법원에 지명했는데, 이는 브랜다이스의 진보적 이념과 종교에 대한 큰 논쟁을 불러일으켰다. 브랜다이스는 대법원에 임명된 최초의 유대인이었으며, 상류층에서는 반유대주의가 만연했다. 그러나 브랜다이스는 진보적인 대의를 위해 싸우는 데 있어서 그의 법률적 통찰력을 존경하는 많은 친구들을 가지고 있었다. 그들은 법조계의 반유대주의적 비난을 무력화시키기 위해 전국적인 홍보 캠페인을 벌였다. 윌슨은 열심히 노력하여 상원 민주당원들이 브랜다이스에게 투표하도록 설득했으며, 그는 1939년까지 극단적인 자유주의자로 재직했다. 1916년 윌슨은 존 헤신 클라크를 임명했는데, 그는 맥레이놀즈와의 격렬한 분쟁 끝에 1922년에 사임한 진보적인 변호사였다.
윌슨은 세 명의 대법원 판사 외에도 미국 항소법원에 20명의 판사를, 미국 지방법원에 52명의 판사를 임명했다.

## 국내 정책

### 새로운 자유

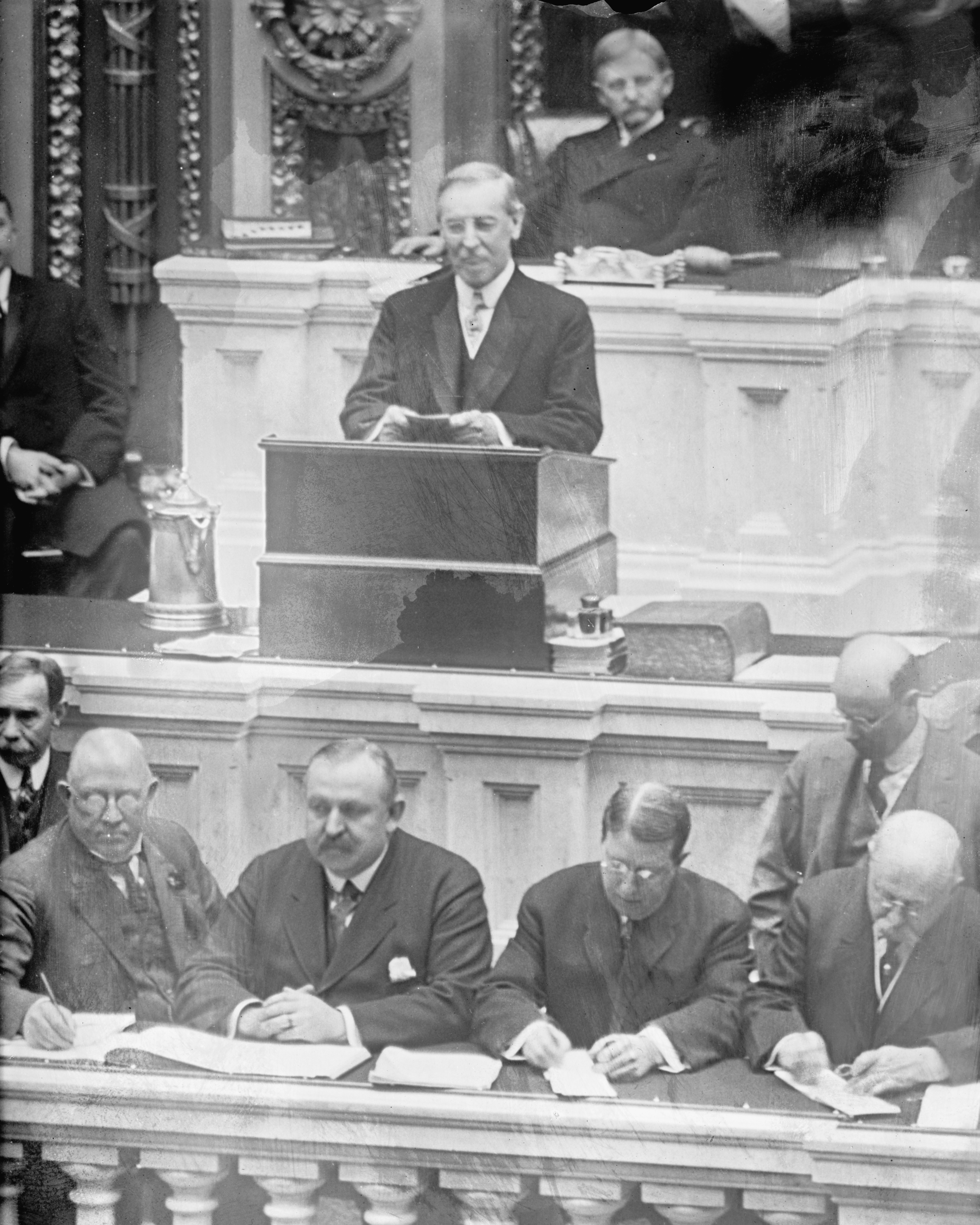
1800년 이래 처음으로 대통령이 직접 의회에 연설한 윌슨의 첫 국정 연설.

민주당 의회의 지지 아래 윌슨은 취임 초기에 역대 어떤 대통령도 해본 적 없는 포괄적인 국내 입법 프로그램을 도입했다. 민주당은 네 가지 주요 우선순위를 가지고 있었다. 자연 자원의 보전, 은행 개혁, 관세 인하, 그리고 트러스트 규제를 통해 부분적으로 달성된 원자재에 대한 동등한 접근이었다. 1915년부터 외교 문제가 그의 재임 기간을 지배하기 시작했지만, 윌슨의 첫 2년은 주로 국내 정책에 집중되었으며, 대통령은 그의 야심찬 "새로운 자유" 의제를 많이 실행하는 데 성공을 거두었다.

#### 낮은 관세와 새로운 소득세
민주당은 오랫동안 높은 관세율을 소비자에게 불공평한 세금으로 비판해 왔으며, 관세 인하는 첫 번째 우선순위였다. 윌슨은 높은 관세 제도가 "세계 무역에서 우리의 적절한 부분을 차단하고, 세금 부과의 정당한 원칙을 위반하며, 정부를 사적 이익의 손에 놓인 쉬운 도구로 만든다"고 주장했다. 대부분의 민주당원들이 관세율 인하를 지지하는 데 한마음이었지만, 대부분의 공화당원들은 높은 관세율이 국내 제조업과 공장 노동자들을 외국 경쟁으로부터 보호하는 데 유용하다고 주장했다. 윌슨이 취임하기 직전, 1909년 공화당이 관세 입법 논의 중에 제안했던 수정 헌법 제16조는 필요한 주 수만큼 비준되었다. 수정 헌법 제16조 비준 후, 민주당 지도자들은 관세 인하 법안에 소득세 조항을 추가하는 데 동의했는데, 이는 부분적으로는 손실된 세수를 보충하고, 부분적으로는 정부 자금 조달 부담을 소득세 대상이 될 고소득자에게 전가하기 위함이었다.
1913년 5월, 하원 원내대표 오스카 언더우드는 평균 관세율을 10퍼센트 인하하는 법안을 하원에서 통과시켰다. 언더우드의 법안은 남북 전쟁 이후 가장 큰 폭의 관세 인하를 나타냈으며, 원자재, "필수품"으로 간주되는 상품, 그리고 트러스트에 의해 국내에서 생산되는 제품에 대한 관세율을 과감하게 인하했지만, 사치품에 대해서는 더 높은 관세율을 유지했다. 이 법안은 또한 4,000달러 이상의 개인 소득에 대한 세금을 부과했다. 언더우드의 관세 법안이 상원에서 통과되는 것은 하원보다 어려웠는데, 이는 부분적으로는 일부 남부 및 서부 민주당원들이 양모 및 설탕 산업에 대한 지속적인 보호를 선호했기 때문이고, 부분적으로는 민주당이 상원에서 더 좁은 다수를 차지하고 있었기 때문이었다. 관세 법안에 대한 지지를 결집하기 위해 윌슨 대통령은 민주당 상원의원들과 광범위하게 회담을 가졌고, 언론을 통해 국민들에게 직접 호소했다. 몇 주간의 청문회와 토론 끝에 윌슨과 국무장관 브라이언은 법안에 대한 상원 민주당원들의 단합을 이끌어내는 데 성공했다. 상원은 44대 37로 법안에 찬성했으며, 단 한 명의 민주당원만이 반대하고 단 한 명의 공화당원만이 찬성했다. 윌슨은 1913년 10월 3일 1913년 세입법("언더우드 관세")에 서명하여 법률로 제정했다.
1913년 세입법은 평균 수입 관세율을 40%에서 26%로 인하했다. 또한 1872년 이래 처음으로 연방 소득세를 부과했다. 의회는 1890년대에 소득세를 채택했지만, 그 세금은 발효되기 전에 대법원에 의해 폐지되었다. 1913년 세입법은 3,000달러 이상의 소득에 대해 1%의 세금을 부과했으며, 연간 500,000달러 이상을 버는 사람들에게는 최고 6%의 세금을 부과했다. 인구의 약 3%가 소득세 대상이었다. 이 법안은 또한 모든 기업의 순이익에 대해 1%의 세금을 포함했으며, 이는 이전의 5,000달러 이상의 기업 순이익에만 적용되던 연방 세금을 대체했다. 대법원은 브러셔버 대 유니온 퍼시픽 철도 회사 및 스탠턴 대 발틱 마이닝 회사 판결에서 소득세의 합헌성을 지지했다.
군비 증강으로 추가 세수가 필요해지자, 1916년 윌슨 행정부는 또 다른 주요 세입 법안 통과를 요청했다. 윌슨 대통령과 클로드 키친 의원과 같은 의회 동맹자들은 관세율 인상 제안을 거부하고, 고소득자에 대한 세금 인상을 선호했다. 진보적인 공화당원들과 협력하여 의회 민주당원들은 1916년 세입법 통과를 쟁취했다. 이 법안은 연방 상속세를 부활시키고, 군수품 생산에 대한 세금을 부과하며, 최고 소득세율을 15%로 인상하고, 법인 소득세를 1%에서 2%로 인상했다. 같은 해, 대통령은 관세율에 대한 전문가 조언을 제공하는 임무를 맡은 관세위원회를 설립하는 법률에 서명했다. 1920년대에 공화당은 관세를 인상하고 소득세를 인하했다. 그럼에도 불구하고 윌슨 행정부의 정책은 정부 세입 구성에 지속적인 영향을 미쳤으며, 1920년대 이후 세입은 주로 관세가 아닌 세금에서 발생했다.

#### 연방준비제도

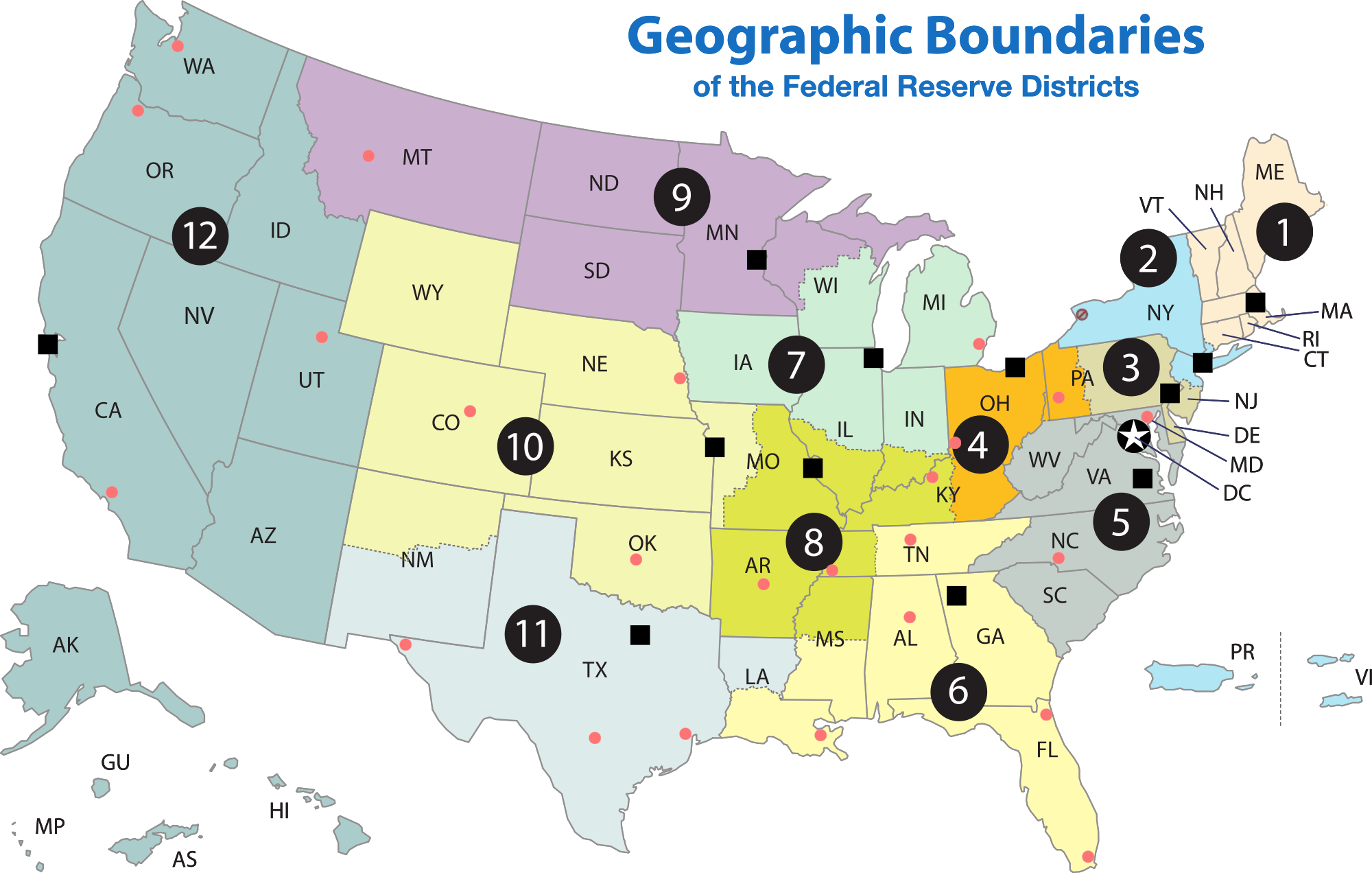
연방준비제도 지역 지도 – 검은 원은 연방준비은행, 검은 사각형은 지구 지점, 붉은 원은 워싱턴 본부, 별/검은 원은 본부

윌슨 대통령은 1913년 세입법을 마무리하기를 기다리지 않고 다음 의제인 은행 업무로 넘어갔다. 영국과 독일은 정부가 운영하는 중앙은행을 통해 강력한 금융 통제를 했지만, 미국은 1830년대의 은행 전쟁 이후 중앙은행이 없었다. 1907년 공황 이후, 금융 위기 시 조정을 제공할 수 있는 어떤 형태의 중앙은행 시스템을 만들 필요성에 대해 은행가들과 양당의 지도자들 사이에 일반적인 합의가 있었다. 대부분의 지도자들은 또한 통화 개혁을 추구했는데, 그들은 약 38억 달러의 동전과 지폐가 금융 공황 동안 적절한 통화 공급을 제공하지 못한다고 믿었기 때문이다. 보수적인 공화당 상원의원 넬슨 올드리치의 지도 아래, 국가통화위원회는 통화를 발행하고 국가 은행에 대한 감독 및 대출을 제공하는 중앙은행 시스템을 설립하는 계획을 제시했다. 그러나 브라이언이 이끄는 많은 진보주의자들은 은행가들이 중앙은행 시스템에 미칠 영향력 때문에 이 계획을 불신했다. 루이스 브랜다이스의 조언에 크게 의존하여 윌슨은 브라이언과 같은 진보주의자들과 올드리치와 같은 보수적인 공화당원들 사이의 중간 지점을 찾으려고 노력했다. 그는 은행 시스템이 "사적이 아닌 공공적이어야 하며, 은행이 사업의 주인이 아니라 도구가 되도록 정부 자체에 부여되어야 한다"고 선언했다.
민주당 하원의원 카터 글래스와 로버트 L. 오언은 민간 은행이 12개의 지역 연방준비은행을 통제하고, 시스템의 최종 통제권은 대통령이 임명한 중앙 이사회에 두는 타협안을 마련했다. 12개 지역 은행 시스템은 월가의 영향력을 줄이는 것을 목표로 설계되었다. 윌슨은 연방준비권이 정부의 의무가 될 것이기 때문에 계획이 탄력적인 통화에 대한 그들의 요구를 충족시킨다고 브라이언 지지자들을 설득했다. 법안은 1913년 9월 하원을 통과했지만, 상원에서는 더 강력한 반대에 부딪혔다. 윌슨은 은행 총재 프랭크 A. 밴더립이 제안한, 민간 은행이 중앙은행 시스템에 더 큰 통제권을 부여할 것이라는 수정안을 물리치기에 충분한 민주당원들을 설득했다. 상원은 54대 34로 연방준비법을 승인했다. 윌슨은 1913년 12월 이 법안에 서명했다. 대통령은 폴 워버그와 다른 저명한 은행가들을 새로운 시스템의 이사로 임명했다. 권한이 분산될 예정이었지만, 뉴욕 지점은 연방 준비 제도를 "동등한 자들 중 첫 번째"로 지배했다. 새로운 시스템은 1915년에 운영을 시작했으며, 제1차 세계 대전에서 연합국과 미국의 전쟁 노력을 재정 지원하는 데 중요한 역할을 했다.

#### 반독점 법안

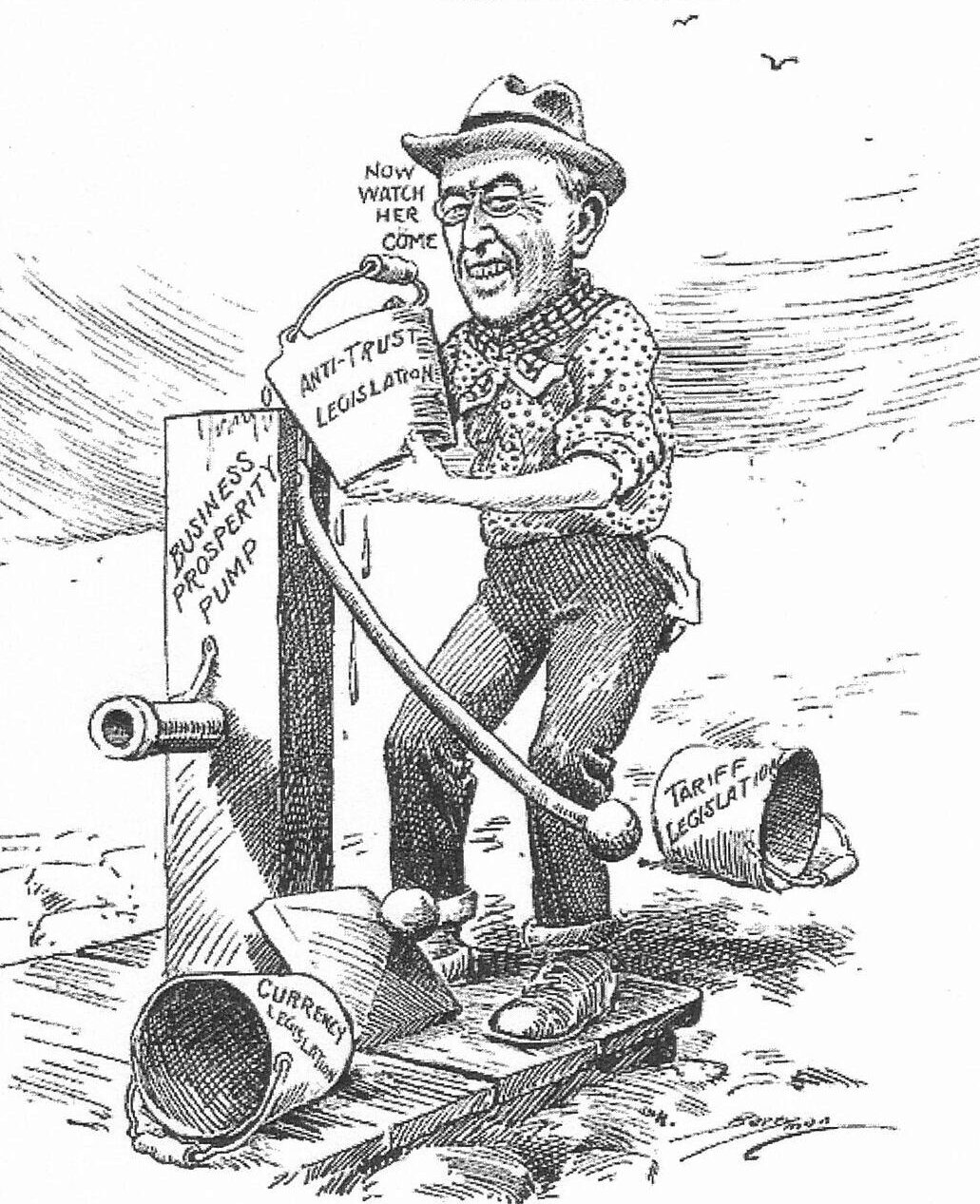
1913년 만화에서 윌슨은 관세, 통화 및 반독점법으로 경제 펌프를 작동시킨다.

다음 의제는 1890년의 셔먼 반독점법을 대체할 반독점 법안이었다. 셔먼 반독점법은 "거래를 제한하는 모든 계약, 결합... 또는 공모"를 금지했지만, 트러스트로 알려진 대규모 기업 결합의 부상을 막는 데 비효율적임이 입증되었다. 루스벨트와 태프트 모두 법무부의 반독점 기소를 강화했지만, 많은 진보주의자들은 트러스트가 경제를 지배하는 것을 더 효과적으로 막을 법안을 원했다. 루스벨트는 트러스트를 광범위한 경제에 미치는 영향에 따라 "좋은 트러스트"와 "나쁜 트러스트"로 나눌 수 있다고 믿었지만, 윌슨은 1912년 대통령 선거 운동에서 모든 트러스트를 해체할 것을 주장했다. 1913년 12월, 윌슨은 의회에 많은 반경쟁적 관행을 금지하는 반독점법을 통과시켜달라고 요청했다. 한 달 후인 1914년 1월에는 또한 주간 무역 위원회(나중에 연방거래위원회로 알려짐) 설립을 요청했는데, 이 위원회는 트러스트 해체를 감독하지만 반독점 기소 자체에는 관여하지 않을 것이었다.
윌슨의 지지 아래, 하원의원 헨리 클레이턴 주니어는 가격 차별, 결합 판매, 배타적 거래, 겹친 이사직과 같은 여러 반경쟁적 관행을 금지하는 법안을 제출했다. 이 법안은 또한 개인이 반독점 소송을 제기할 수 있도록 허용했으며, 노동조합에 대한 반독점법 적용을 제한했다. 입법을 통해 모든 반경쟁적 관행을 금지하는 것의 어려움이 명확해지면서, 윌슨 대통령은 연방거래위원회(FTC)에 반독점 위반 조사를 더 광범위하게 재량권을 부여하고 법무부와 독립적으로 반독점법을 시행하는 법안을 선호하게 되었다. 윌슨의 FTC에 대한 아이디어를 통합한 1914년 연방거래위원회법은 양당의 지지를 받아 의회를 통과했고, 윌슨은 1914년 9월 이 법안에 서명하여 법률로 제정했다. 한 달 후, 윌슨은 1914년 클레이턴 반독점법에 서명했는데, 이는 셔먼법을 바탕으로 여러 반경쟁적 관행을 정의하고 금지했다.

#### 노동 문제
태프트 대통령은 노동 문제를 연구하기 위해 산업 관계 위원회를 설립했지만, 상원은 그의 모든 지명자를 위원회에 거부했다. 취임하자마자 윌슨은 보수주의자와 진보적 개혁가들을 섞어 지명했고, 위원회 위원장인 프랭크 P. 월시는 후자 그룹에 속했다. 위원회는 전국에 걸쳐 수많은 노동 남용을 폭로하는 데 도움을 주었고, 월시는 노동조합에 권한을 부여하기 위한 개혁을 제안했다. 그의 첫 대통령 취임 이전에 윌슨은 미국노동연맹의 새뮤얼 곰퍼스와 같은 노동조합 지도자들과 불안한 관계를 유지했으며, 그는 일반적으로 노동자들이 노동조합보다는 법률을 통해 가장 잘 보호받는다고 믿었다. 윌슨과 노동부 장관 윌리엄 보숍 윌슨은 월시가 제안한 개혁을 거부하고, 대신 노동부의 중재를 통해 노동자와 소유주 간의 갈등을 해결하는 데 집중했다. 윌슨 행정부의 노동 정책은 1913년 말과 1914년 초에 콜로라도 연료 및 철강 회사에 대한 파업으로 시험대에 올랐다. 회사는 노동부의 중재 시도를 거부했고, 회사 통제하의 민병대가 광부들의 캠프를 공격하여 루드로 학살로 알려진 사건이 발생했다. 콜로라도 주지사의 요청에 따라 윌슨 행정부는 분쟁을 종식시키기 위해 군대를 파견했지만, 노동조합이 자금 부족으로 파업을 철회한 후 중재 노력은 실패했다.
1916년 중반, 대규모 철도 파업이 국가 경제를 위협했다. 대통령은 8월 백악관 정상회담에 당사자들을 소집했고, 이틀 동안 아무런 성과가 없자 윌슨은 최대 8시간 근무제를 핵심으로 하여 문제를 해결했다. 의회는 철도에 대한 대통령 제안 8시간 근무제를 포함하는 애덤슨법을 통과시켰다. 결과적으로 파업은 취소되었다. 윌슨은 가을 선거 운동에서 국가 경제 재앙을 막았다는 공로를 주장했다. 기업 중심의 보수주의자들은 이를 노동조합에 대한 배신이라고 비난했으며, 공화당은 이를 주요 선거 쟁점으로 삼았다. 애덤슨법은 민간 근로자의 근무 시간을 규제한 최초의 연방 법률이었으며, 대법원에 의해 지지되었다.
윌슨은 아동 노동법이 헌법에 위배될 가능성이 높다고 생각했지만, 1916년 접전이 예상되는 선거를 앞두고 입장을 바꿨다. 1916년, 전국 아동 노동 위원회 (NCLC)와 전국 소비자 연맹의 강력한 캠페인 후, 의회는 키팅-오언법을 압도적인 다수로 통과시켰다. 이 법은 특정 연령 미만의 아동을 고용하는 공장에서 생산된 상품을 주간 상거래에서 운송하는 것을 불법화했다. 남부 민주당원들은 반대했지만 필리버스터를 하지 않았다. 윌슨은 당 지도자들이 이 아이디어가 얼마나 인기 있는지, 특히 부상하는 여성 유권자들 사이에서 인기가 있는지 강조하면서 마지막 순간에 법안을 지지했다. 그는 민주당 의원들에게 이 법과 노동자 보상법을 통과시켜야 한다고 말했는데, 이는 전국적인 진보 운동을 만족시키고 재통일된 공화당에 맞서 1916년 선거에서 승리하기 위함이었다. 이것은 최초의 연방 아동 노동법이었다. 그러나 미국 대법원은 해머 대 다겐하트 (1918) 판결에서 이 법을 폐지했다. 의회는 아동 노동을 사용하는 기업에 세금을 부과하는 법을 통과시켰지만, 이는 베일리 대 드렉셀 퍼니처 (1923) 판결에서 대법원에 의해 폐지되었다. 아동 노동은 마침내 1930년대에 종식되었다. 그는 상선 선원들의 열악한 근무 환경을 개선하려는 목표를 승인하고 1915년 LaFollette의 선원법에 서명했다. 다른 범주의 노동자들을 위한 임금 및 근무 조건 개선을 목표로 한 몇 가지 다른 조치들도 통과되었다.
윌슨 재임 기간의 대부분 동안 의회는 진보주의자들에 의해 지배되었지만, 다양한 노동 관련 법안들은 통과되지 못했다. 1914년 3월, 노동부에 산업 안전 보건국을 설치하는 법안이 하원을 통과했으며, 같은 달에는 주정부가 재소자 노동으로 만들어진 상품의 반입을 금지할 수 있도록 하는 법안도 하원을 통과했다. 그러나 상원의 반대로 두 법안 모두 통과되지 못했다. 몇 년 후, 마이어 런던 (의회 내 유일한 사회주의 대표)은 하원에 실업 대책을 마련하고 전국 보험 기금을 설립하기 위한 위원회를 임명할 것을 요구하는 결의안을 제출했다. 조직 노동계와 보험 업계 모두의 반대에 부딪힌 런던의 결의안은 부결되었는데, 찬성 189표, 반대 138표, 기권 106표였으며, 하원 일정에 남아있었음에도 불구하고 더 이상의 조치는 취해지지 않았다. 이후, 1918년 9월, 연방 공무원에 대한 최저 임금을 규정하는 법안이 찬성 252표, 반대 17표로 하원을 통과했다. 그러나 이 법안은 상원에서 교착 상태에 빠져 윌슨 대통령 임기 내에 통과되지 못했다.

#### 농업 문제
윌슨 대통령의 농업 정책은 월터 하인즈 페이지의 영향을 많이 받았다. 페이지는 미국 농무부의 개편을 선호했는데, 과학 연구보다는 농민들에게 직접 교육 및 기타 서비스를 제공하는 데 더 중점을 두는 방식이었다. 데이비드 F. 휴스턴 농무부 장관은 페이지가 제안한 개혁 중 많은 부분을 실행하는 것을 감독했으며, 아스베리 프랜시스 레버 하원의원과 협력하여 1914년 스미스-레버법이 된 법안을 제출했다. 이 법은 정부 보조금을 통해 농민들이 농업 전문가들이 선호하는 농업 기술을 자발적으로 실험할 수 있도록 시범 농업 프로그램을 설립했다. 스미스-레버법의 지지자들은 프로그램에 대한 지역 통제를 강화하는 조항을 추가하여 많은 보수주의자들의 반대를 극복했다. 지역 농업 대학들이 농업 보급 요원들을 감독했고, 이 요원들은 카운티 정부의 승인 없이는 활동할 수 없었다. 1924년까지 미국 내 농업 중심 카운티의 4분의 3이 농업 보급 프로그램에 참여했다. 모델 T 열풍이 불면서 더 나은 도로에 대한 수요는 거부할 수 없었고, 미국 자동차 협회 (1902년 창립)와 미국 주 고속도로 공무원 협회 (1914년 창립)의 노력이 조율되었다. 슬로건은 "미국을 진흙에서 벗어나게 하라!"였다. 1916년 연방 도로 원조법은 모든 주에 도로 건설에 대한 연방 보조금을 제공했다. 농민을 지원하기 위한 여러 다른 조치들도 통과되었다.
윌슨은 연방 농업 대출법에 과도한 정부 개입이 있는 것을 싫어했는데, 이 법은 농민들에게 저금리 대출을 제공할 권한을 가진 12개의 지역 은행을 설립했다. 그럼에도 불구하고 그는 다가오는 1916년 선거에서 농업 표가 필요했으므로 이 법에 서명했다.

#### 필리핀과 푸에르토리코
윌슨은 식민지 소유에 반대하는 오랜 민주당 정책을 받아들였고, 미국-스페인 전쟁에서 스페인으로부터 획득한 필리핀의 점진적인 자치와 최종적인 독립을 위해 노력했다. 필리핀-미국 전쟁의 마지막 단계는 윌슨 대통령 재임 초 몇 달 동안 계속되었으며, 1913년 6월 부드 바그사크 전투에서 미국이 승리하면서 거의 15년간의 섬에서의 반미 저항이 종식되었다. 전임자들의 필리핀 정책을 계승한 윌슨은 필리핀인들에게 필리핀 의회에 대한 더 큰 통제권을 부여함으로써 섬의 자치권을 강화했다. 하원은 필리핀에 완전한 독립을 부여하는 법안을 통과시켰지만, 공화당은 상원에서 이 제안을 저지했다. 존스 법은 미국이 필리핀의 최종적인 독립을 약속했으며, 독립은 1946년에 이루어졌다. 1917년 존스법은 1898년에 스페인으로부터 획득한 푸에르토리코의 지위를 격상시켰다. 이 법은 포에이커법을 대체했으며, 푸에르토리코 상원을 창설하고 권리 장전을 확립했으며, 상주 대표 (이전에는 대통령이 임명)를 4년 임기로 선출하는 것을 허용했다. 이 법은 또한 푸에르토리코인들에게 미국 시민권을 부여하고 푸에르토리코 채권을 연방, 주 및 지방세에서 면제했다.

#### 이민 정책
이민은 제1차 세계 대전 이전에 격렬한 논쟁을 불러일으킨 문제였지만, 윌슨 대통령은 자신이 이민자 출신임에도 불구하고 이 문제에 거의 관심을 기울이지 않았다. 1913년, 캘리포니아는 일본 비시민권자들이 주 내에서 토지를 소유하는 것을 금지하기 위해 1913년 캘리포니아 외국인 토지법을 제정했다. 일본 정부는 강력히 항의했고, 윌슨은 브라이언을 캘리포니아로 보내 중재하게 했다. 브라이언은 캘리포니아가 제한을 완화하도록 설득하지 못했고, 윌슨은 1911년 일본과의 조약을 위반했음에도 불구하고 이 법을 받아들였다. 이 법은 일본에서 1920년대와 1930년대까지 지속된 반감을 낳았다.
미국이 전쟁에 참여하면서 많은 아일랜드계와 독일계 미국인들이 소외되었다. 그들은 영국을 돕거나 독일과 싸우는 것을 원치 않았다. 이 아일랜드계와 독일계 "하이픈 붙은 미국인" 요소들은 윌슨에게 혐오감을 주었는데, 그는 그들이 미국의 필요와 가치가 아닌 아일랜드와 독일의 목표를 돕기 위해 동기 부여되었다고 믿었기 때문이다. 많은 사람들이 1918년과 1920년에 민주당에 반대하여 투표하는 것으로 반응했다.
유럽으로부터의 이주 또는 유럽으로의 귀환은 1914년, 유럽 국가들이 제1차 세계 대전 중 국경을 폐쇄하면서 중단되었다. 윌슨의 진보주의는 남유럽 및 동유럽 출신의 이민자들이 가난하고 문맹일지라도 동질적인 백인 중산층으로 동화될 수 있다는 그의 믿음을 강화했으며, 그는 양당의 많은 의원들이 선호하는 제한적인 이민 정책에 반대했다. 윌슨은 1917년 이민법에 거부권을 행사했지만, 의회는 거부권을 뒤집었다. 이 법의 목표는 문맹률 시험을 요구하여 미숙련 유럽 이민을 줄이는 것이었다. 이는 유럽으로부터의 이민을 제한하는 최초의 미국 법이었으며, 1920년대의 더욱 제한적인 이민법을 예고했다.

### 제1차 세계 대전 중 국내 전선

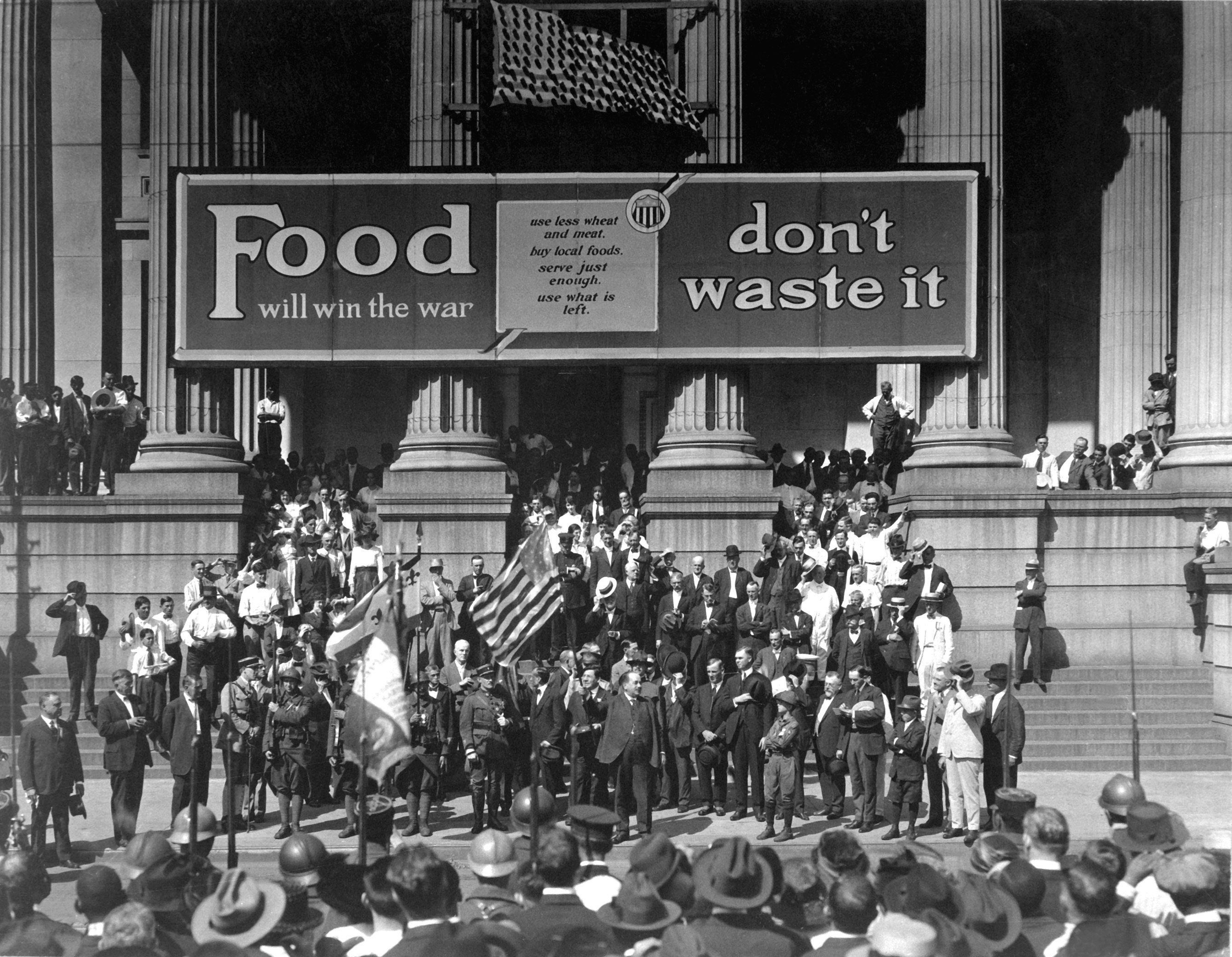
뉴올리언스 시청 앞 자유채권 캠페인. 시청에는 "음식은 전쟁에서 승리할 것이다 – 낭비하지 말라"는 현수막이 걸려 있다.

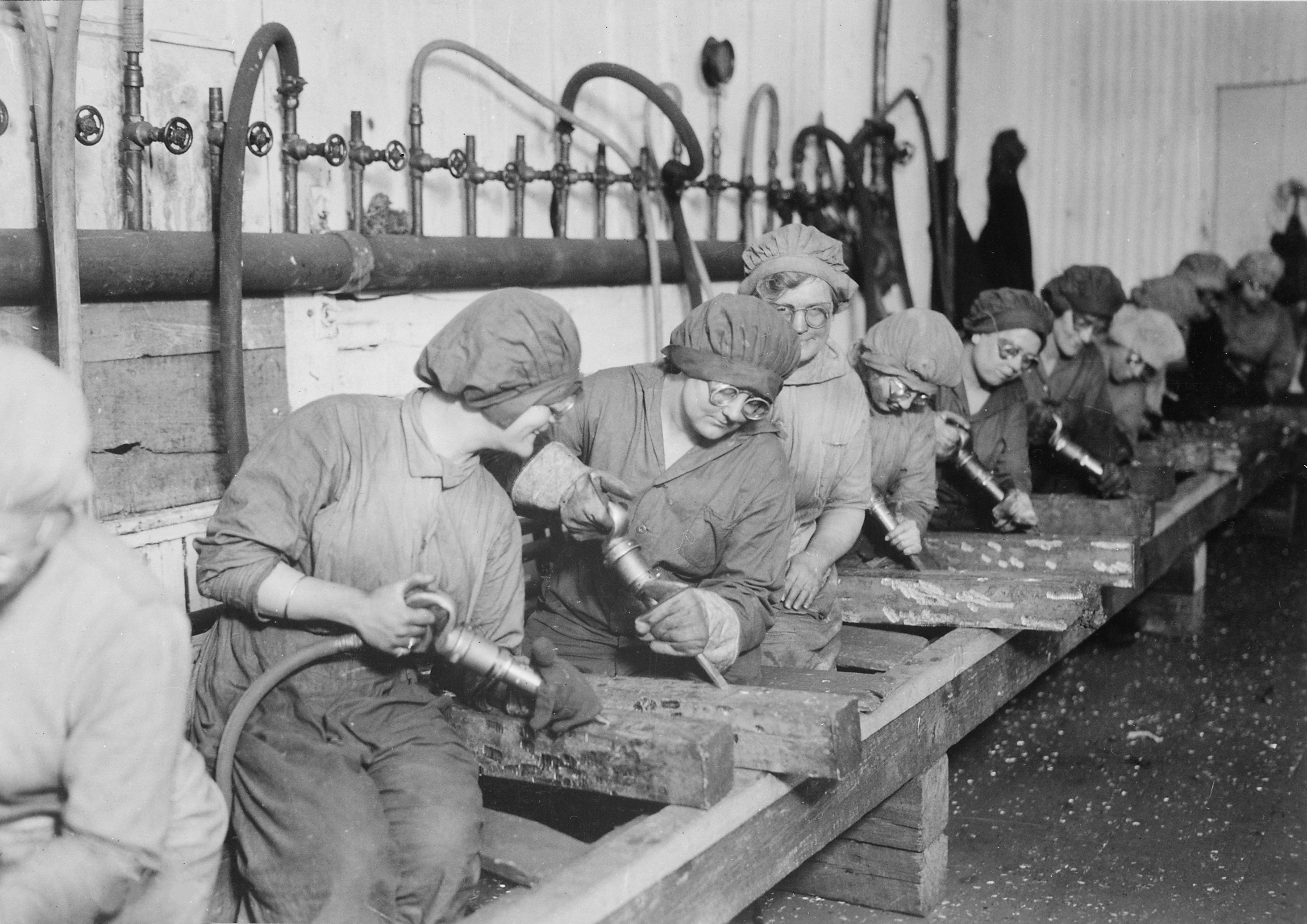
1918년 펜실베이니아주 미드베일 철강 및 군수 회사에서 일하는 여성 노동자들.

1917년 4월 미국이 제1차 세계 대전에 참전하면서, 윌슨은 신선한 인력과 세계 최대의 산업 및 금융 기반을 가진 제대로 준비되지 않은 국가의 전시 지도자가 되었다. 그는 전쟁 제조 정책과 목표를 설정하기 위해 버나드 바루크가 이끄는 전쟁 산업 위원회를 설립했다. 제대로 작동하기까지 몇 달이 걸렸다. 허버트 후버는 벨기에에서의 유명한 구호 활동을 마치고 돌아와 미국 식량 관리국을 신속하게 이끌고 국내 및 연합국 연합을 위한 식량을 공급했으며, 연합국의 젊은 농부들은 군대에 있었다. 해리 어거스터스 가필드가 운영하는 새로운 미국 연료 관리국은 일광 절약 시간제를 도입하고 연료 공급을 배급하여 더 많은 석유를 유럽으로 보냈다. 윌리엄 매커두는 전쟁 채권 노력을 담당했으며, 밴스 C. 맥코믹은 전쟁 무역 위원회를 이끌었다. 이들은 "전시 내각"으로 통칭되며 윌슨과 주간 회의를 가졌다. 국무부는 로버트 랜싱이 이끌었지만, 윌슨과 그의 최고 고문 하우스 대령이 전쟁 정책을 전적으로 통제했다. 윌슨은 국내 전선에 대한 상당한 권한을 그의 부하들에게 위임했다. 그는 군사 문제를 주로 육군부와 해군부에 맡겼다.
AFL과 철도 노동 조합을 포함한 대다수의 노동조합은 전쟁 노력을 지지했으며, 높은 임금과 윌슨과의 접근으로 그들의 노고에 보상받았다. 노동조합은 전쟁 중 회원 수와 임금에서 엄청난 성장을 보였고, 파업은 드물었다. 윌슨은 전시 노동 분쟁을 중재하기 위해 전국 전쟁 노동 위원회 (NWLB)를 설립했지만, 조직화가 느렸고, 노동부는 대부분의 분쟁에서 중재 서비스를 제공했다. 윌슨의 노동 정책은 계속해서 모든 측면에서의 중재와 합의를 강조했다. 스미스 & 웨슨이 NWLB의 결정에 동의하기를 거부했을 때, 전쟁부는 총기 회사를 장악하고 직원들에게 업무 복귀를 강요했다.

#### 전쟁 자금 조달
전쟁 자금을 조달하기 위해 막대한 돈이 필요했다. 군인들을 위한 식량과 탄약을 구매하고, 그들에게 급여를 지급하고, 연합국의 구매 수요를 위해 70억 달러를 대출하기 위함이었다. 1917년과 1918년의 GDP는 1,240억 달러였다. 당시 달러 가치는 2021년 기준 약 20달러였으므로, 이는 2021년 달러로 약 2조 5천억 달러에 해당한다. 전쟁의 원래 군사 비용은 280억 달러였고, 비군사 비용까지 포함하면 총 330억 달러가 된다. 참전 용사 혜택과 이자에 대한 훨씬 더 큰 최종 총액은 포함되지 않았다.
미국은 전쟁에서 다른 어떤 나라보다도 재정적으로 가장 우수한 성과를 보였다. 총 380억 달러가 조달되었으며, 36%는 세금에서, 64%는 채권에서 나왔다. 다섯 차례의 "자유채권" 캠페인은 사람들이 200억 달러 이상의 저축 채권을 저축하도록 유도했다. 이는 채권 만기 시 민간 소비가 미래로 전환되었음을 의미한다. 세금은 특히 부유층의 소득세와 법인 이익세, 사치품, 담배, 주류에 대해 인상되었다. 새로운 연방준비제도는 통화 공급을 확대했고, 물가는 두 배로 올랐다. 고정 소득을 가진 사람들은 구매력의 급격한 하락을 겪었으며, 그들이 더 이상 사용하지 않는 경제 자원은 전쟁 생산으로 전환되었다. 즉, 인플레이션은 명백한 세금 외에 숨겨진 세금이었다. 정부는 농민과 전쟁 노동자들이 더 높은 소득을 누리도록 보장했으며, 이는 민간 부문에서 군수 부문으로 전환할 강력한 유인책이 되었다. 전쟁 자금 조달은 전반적으로 성공적이었다. 후세의 납세자들은 전쟁의 경제적 비용의 약 절반을 부담했으며, 당시 사람들은 나머지 절반을 부담했다.
외국 차관은 연합국의 경제를 안정시키고 전투력과 무기 생산 능력을 강화하여 미국의 전쟁 노력에 도움이 되었다. 전쟁이 끝날 무렵, 미국은 역사상 처음으로 채권국이 되었다. 그러나 1920년대에 워싱턴이 전액 상환을 요구했을 때(그리고 받지 못했을 때) 이 차관은 끝없는 외교적 문제를 야기했다. 1932년, 대공황으로 인해 90%가 상각되었고, 그 이후 이 문제는 거의 잊혀졌으며 차관은 마침내 1951년에 상환되었다.
전쟁 중 연방 예산은 1916년 회계 연도 10억 달러에서 1919년 회계 연도 190억 달러로 급증했다. 1917년 전쟁 세입법은 최고 세율을 67%로 인상하고, 소득세 납부 미국인 수를 크게 늘렸으며(약 550만 명이 1920년에 소득세를 납부), 기업에 초과 이익세를 부과했다. 1918년 세입법은 최고 세율을 77%로 인상하고 다른 세금도 추가로 인상했다.

#### 선전

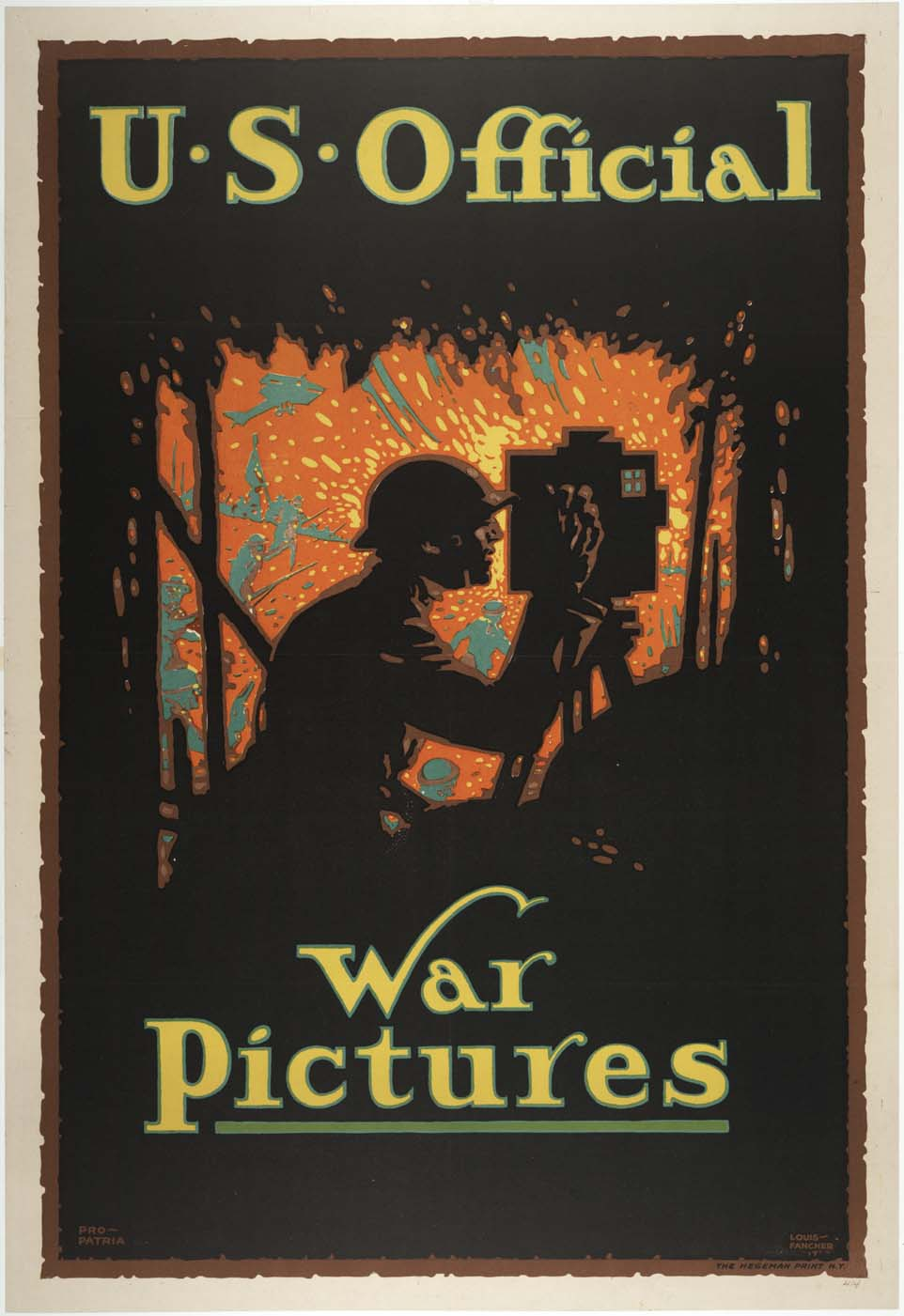
"미국 공식 전쟁 사진", 루이 D. 팬처의 CPI 포스터

독일의 우월한 문화 주장을 조롱함. 해리 라일 홉스

윌슨은 조지 크릴이 이끄는 최초의 현대식 선전 사무실인 공공 정보 위원회 (CPI)를 설립했다. 크릴은 개인이 전쟁 노력에 어떻게 기여할 수 있는지에 대한 애국적인 정보를 가지고 미국 내 모든 사람에게 여러 번 체계적으로 다가가기 시작했다. 그는 새로운 기관에 부서를 설립하여 수많은 포스터, 팜플렛, 신문 보도 자료, 잡지 광고, 영화, 학교 캠페인 및 4분 남성단의 연설을 제작하고 배포했다. CPI는 또한 우체국과 협력하여 선동적인 반대 선전을 검열했다. CPI는 수천 명의 자원 연사들을 훈련시켜 영화관에서 필름을 교체하는 데 필요한 4분 동안 애국적인 연설을 하게 했다. CPI 자원봉사자들은 교회, 지부, 친목 단체, 노동조합, 심지어 벌목 캠프에서도 연설했다. 크릴은 18개월 동안 75,000명의 자원봉사자들이 1억 3백만 명의 인구 중 3억 명 이상의 청중에게 750만 건 이상의 4분 연설을 전달했다고 자랑했다.

#### 불충
국내에서 전쟁 노력에 대한 불충을 막기 위해 윌슨은 의회를 통해 1917년 간첩법과 1918년 선동법을 통과시켜 반영국, 친독일, 또는 반전 성명을 억압했다. 그는 전쟁을 지지하는 사회주의자들을 환영했지만, 동시에 외국 태생의 적들을 체포하고 추방하도록 추진했다. 전쟁 후, 전쟁에 대한 미국의 참여에 반대했던 많은 최근 이민자들, 즉 미국 시민권이 없는 외국인 거주자들은 1918년 이민법에 부여된 권한에 따라 러시아 또는 다른 나라로 추방되었다. 윌슨 행정부는 전시 법률을 집행하기 위해 주로 주 및 지방 경찰 병력과 지역 자원 봉사 단체에 의존했다. 아나키스트, 세계산업노동자연맹 회원 및 전쟁 노력을 방해하려는 다른 반전 단체는 법무부의 표적이 되었다. 그들의 많은 지도자들은 폭력 선동, 간첩 행위 또는 선동 혐의로 체포되었다. 1912년 사회당 대통령 후보였던 유진 데브스는 젊은이들에게 징집을 회피하도록 독려한 혐의로 유죄 판결을 받았다. 시민 자유에 대한 우려에 대응하여 자유 발언 옹호에 전념하는 민간 단체인 미국 시민 자유 연맹 (ACLU)이 1917년에 설립되었다.
윌슨은 1918년 중간 선거에서 유권자들에게 그의 정책을 지지하기 위해 민주당원들을 선출할 것을 촉구했다. 그러나 공화당은 소외된 독일계 미국인의 표를 얻어 통제권을 장악했다. 윌슨은 하원과 상원의 새로운 지도자들과 협력하거나 타협하기를 거부했고, 헨리 캐벗 로지 상원의원은 그의 적수가 되었다.

### 금주법
금주법은 전쟁 중 막을 수 없는 개혁으로 발전했지만, 윌슨과 그의 행정부는 그 통과에 작은 역할만 했다. 금주 운동, 독일(맥주와 술집 포함)에 대한 증오, 교회와 여성의 활동이 결합되어 금주법을 달성하기 위한 수정안이 비준되었다. 헌법 수정안은 1917년 12월 양원에서 3분의 2의 찬성으로 통과되었다. 1919년 1월 16일까지 수정 헌법 제18조는 48개 주 중 36개 주에서 비준되었다. 1919년 10월 28일, 의회는 수정 헌법 제18조를 시행하기 위한 법안인 볼스테드 법을 통과시켰다. 윌슨은 금주법이 시행 불가능하다고 느꼈지만, 볼스테드 법에 대한 그의 거부권은 의회에 의해 뒤집혔다. 금주법은 1920년 1월 16일에 시작되었고, 특정 경우(예: 종교적 목적으로 사용되는 와인)를 제외하고 주류의 제조, 수입, 판매 및 운송이 금지되었다.

### 여성 참정권
윌슨은 1911년까지만 해도 여성들이 좋은 유권자가 되기 위해 필요한 공적인 경험이 부족하다고 느껴 여성 참정권에 사적으로 반대했다. 서부 주에서 여성 유권자들이 실제로 어떻게 행동했는지에 대한 증거를 보고 그는 마음을 바꾸었고, 여성들도 좋은 유권자가 될 수 있다고 생각하게 되었다. 그는 당의 입장, 즉 참정권이 주 차원의 문제라는 것을 되풀이하는 것 외에는 이 문제에 대해 공개적으로 언급하지 않았는데, 이는 주로 백인 남부의 흑인 투표권에 대한 강력한 반대 때문이었다.
뉴욕주에서 여성 참정권이 승리하고, 공장과 가정에서 여성들이 전쟁 노력에 점점 더 중요한 역할을 하게 되면서, 윌슨과 많은 다른 사람들은 전국적인 여성 참정권을 전적으로 지지하게 되었다. 1918년 1월 의회 연설에서 윌슨은 처음으로 전국적인 투표권을 지지했다. "우리는 이 전쟁에서 여성들을 동반자로 삼았습니다....고통과 희생과 노고의 동반자로만 인정하고 특권과 권리의 동반자로서는 인정하지 않을 것입니까?" 1월 말, 하원은 여성 참정권을 위한 헌법 수정안을 274대 136으로 신속하게 통과시켰지만, 여성 참정권 운동은 상원에서 교착 상태에 빠졌다. 대다수의 공화당원들이 수정안을 지지했지만, 남부 민주당원들은 반대했다. 윌슨은 상원의원들에게 법안에 찬성하도록 계속 압력을 가했으며, 1919년 6월 상원은 수정안을 승인했다. 필요한 수의 주들이 1920년 8월 수정 헌법 제19조를 비준했다. 같은 해, 윌슨은 헬렌 H. 가드너를 미국 시민 복무 위원회 위원으로 임명했는데, 이는 당시 여성으로서 연방 정부에서 가장 높은 직위였다.

### 동원 해제와 제1차 적색공포
전쟁 후 국내 정책에서 윌슨의 리더십은 베르사유 조약에 대한 그의 집중과 공화당이 장악한 의회의 반대로 인해 복잡해졌다. 1919년 말 그의 무능력으로 끝났다. 전쟁 노력을 동원 해제하기 위한 위원회를 구성하려는 계획은 공화당이 상원을 장악하여 위원회 위원 임명을 막을 수 있었기 때문에 포기되었다. 대신, 윌슨은 전시 위원회와 규제 기관의 즉각적인 해체를 선호했다. 매커두와 다른 이들이 미국 철도 관리국 하의 철도에 대한 정부 통제를 연장하는 것을 선호했지만, 의회는 1920년 민간 통제를 회복시킨 에쉬-커민스 법을 통과시켰다.
군의 동원 해제는 혼란스럽고 폭력적이었다. 4백만 명의 군인들이 계획도, 돈도, 혜택도 거의 없이 막연한 약속만을 받은 채 집으로 보내졌다. 농지의 가격 거품은 터져서 많은 농민들이 새 땅을 구입한 후 막대한 빚을 지게 되었다. 1919년에는 철강, 석탄, 육류 가공 산업에서 대규모 파업이 경제를 혼란시켰다. 또한 1918년과 1919년에 60만 명 이상의 미국인을 사망하게 한 인플루엔자 팬데믹이 미국을 강타했다. 1919년 초 후버의 식량 관리국의 노력으로 대규모 농산물 가격 폭락은 막았지만, 1920년 말에 가격은 크게 하락했다. 1920년 전시 계약 만료 후, 경제는 심각한 경기 침체에 빠졌고, 실업률은 11.9%로 상승했다.
러시아의 10월 혁명 이후, 일부 미국인들은 공산주의에서 영감을 받은 선동의 가능성을 두려워했다. 이러한 두려움은 아나키스트 루이지 갈레아니와 그의 추종자들이 자행한 1919년 미국 아나키스트 폭탄 테러로 인해 더욱 고조되었다. 극좌 전복에 대한 두려움과 애국적인 국가적 분위기가 결합되어 "제1차 적색공포"로 이어졌다. A. 미첼 파머 법무장관은 윌슨에게 전시 선동죄로 유죄 판결을 받은 사람들에 대한 사면을 연기하도록 설득했으며, 급진 조직을 진압하기 위해 파머 급습을 시작했다. 파머의 활동은 법원과 일부 고위 연방 관리들의 저항에 부딪혔지만, 1919년 말에 육체적으로 무능력해진 윌슨은 급습에 대해 듣지 못했다.

### 시민권

#### 정부 기관 인종 분리
역사가 켄드릭 클레멘츠는 "윌슨은 제임스 K. 바다만이나 벤저민 R. 틸먼과 같은 거칠고 악랄한 인종차별주의자는 아니었지만, 아프리카계 미국인의 감정과 열망에 둔감했다"고 주장한다. 정부 기관의 인종 분리와 차별적인 채용 관행은 시어도어 루스벨트 대통령에 의해 시작되어 태프트 대통령에 의해 계속되었지만, 윌슨 행정부는 이 관행을 강화했다. 윌슨이 취임한 첫 달에 앨버트 S. 벌레슨 우정청장은 내각 회의에서 직장 인종 분리 문제를 제기하고 대통령에게 화장실, 식당, 작업 공간 등 정부 전반에 걸쳐 인종 분리를 확립할 것을 촉구했다. 윌리엄 깁스 매커두 재무장관 또한 하급 관리들이 해당 부서의 직장에서 직원들을 인종적으로 분리하는 것을 허용했다. 윌슨은 인종 분리에 관한 행정 명령을 내리지 않았지만, 1913년 말까지 해군을 포함한 많은 부서에서 작업 공간, 화장실, 식당이 인종적으로 분리되었다. 윌슨의 재임 기간 동안 정부는 또한 연방 공무원 지원자의 사진을 의무화하기 시작했다.
로스 케네디는 윌슨의 인종 분리 지지가 지배적인 여론에 부합했다고 주장하지만, 그의 연방 관행 변경은 백악관에 보낸 흑인과 백인의 서한, 대중 집회, 신문 캠페인, 흑인과 백인 교회 단체의 공식 성명서에서 항의를 받았다. 윌슨을 1912년 선거에서 당적을 바꿔 투표했던 대통령의 아프리카계 미국인 지지자들은 깊이 실망했고, 그들과 북부 지도자들은 변화에 항의했다. 윌슨은 1913년 7월 뉴욕 이브닝 포스트 발행인이자 NAACP 창립 멤버인 오스왈드 개리슨 빌라드에게 보낸 서신에서 자신의 행정부 인종 분리 정책을 옹호하며, 인종 분리가 인종 간의 "마찰"을 제거한다고 제안했다.

#### 군대 내 인종 분리

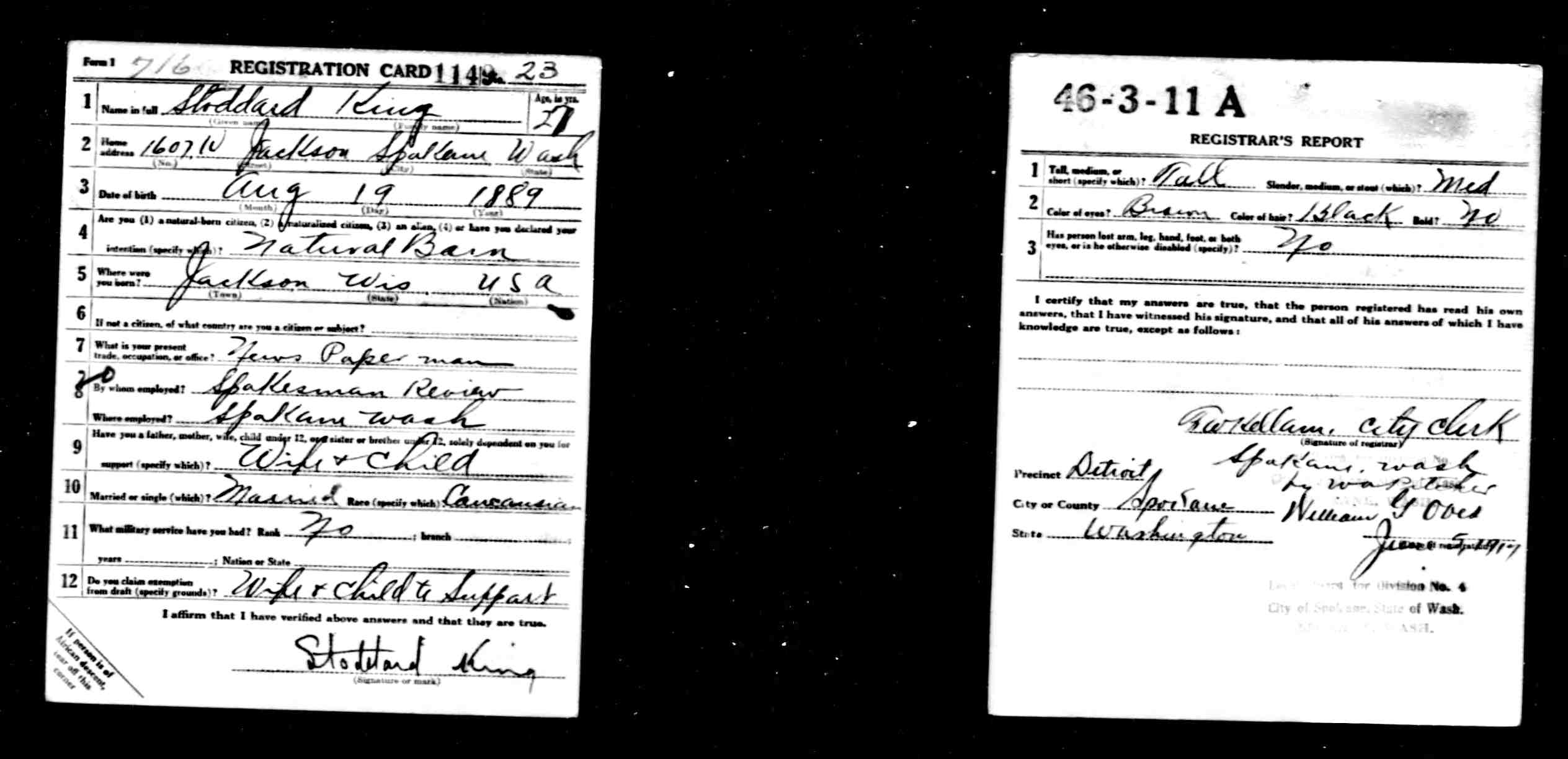
제1차 세계 대전 징병 카드, 군대 인종 분리를 돕기 위해 아프리카계 남성들이 왼쪽 아래 모서리를 제거하도록 되어 있다.

윌슨 이전에도 군대 내 인종 분리가 존재했지만, 그의 재임 기간 동안 그 심각성이 크게 증가했다. 윌슨의 첫 임기 동안 육군과 해군은 새로운 흑인 장교 임관을 거부했다. 이미 복무 중이던 흑인 장교들은 차별이 심해졌고, 종종 의심스러운 이유로 강제 전역되거나 해고되었다. 1917년-1918년 전쟁부는 수십만 명의 흑인을 군대에 징집했으며, 징집병은 인종과 상관없이 동일한 급여를 받았다. 아프리카계 미국인 장교의 임관이 재개되었지만 부대는 여전히 분리되었고 대부분의 흑인 전용 부대는 백인 장교가 이끌었다.
육군과 달리 미 해군은 공식적으로 인종 분리가 된 적이 없었다. 윌슨이 조지퍼스 대니얼스를 해군장관으로 임명한 후, 짐 크로우 제도가 신속하게 시행되어 함선, 훈련 시설, 화장실, 식당 등이 모두 분리되었다. 대니얼스는 백인 선원들에게 진급 및 훈련 기회를 크게 확대했지만, 아프리카계 미국인 선원들은 거의 전적으로 식사 및 청소 업무로 제한되었고, 종종 백인 장교들의 하인 역할을 하도록 배정되었다.
수십만 명의 흑인이 전시 육군에 징집되어 백인과 동등한 급여를 받았다. 그러나 남북 전쟁부터 제2차 세계 대전까지의 군사 정책에 따라 육군은 아프리카계 미국인 병사들을 백인 장교가 지휘하는 흑인 전용 부대에 배치했으며, 대부분의 흑인 부대는 전투에 투입되지 않았다. 흑인 대표단이 차별적인 행동에 항의했을 때, 윌슨은 그들에게 "인종 분리는 굴욕이 아니라 이점이며, 신사분들께서 그렇게 여겨야 합니다"라고 말했다. 1918년, NAACP의 지도자였던 W. E. B. 듀보이스는 윌슨이 "자유주의적인 남부인"이라고 믿고 그를 위해 캠페인을 벌였는데, 그에게 인종 관계를 담당하는 군 장교 직책이 제안되었다. 듀보이스는 받아들였지만, 군 신체검사를 통과하지 못해 복무하지 않았다. 1916년까지 듀보이스는 윌슨에 반대했는데, 그의 첫 임기가 "남북 전쟁 이후 흑인들이 경험한 최악의 짐 크로우 법과 공무원 차별 시도"를 보였다고 비난했다.

#### 인종 폭동과 린치

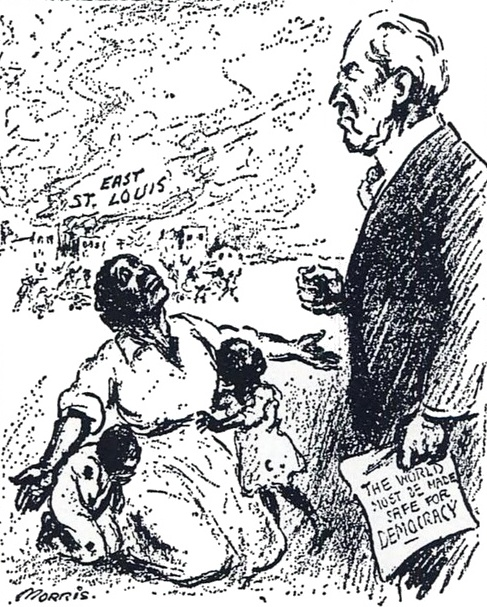
1917년 동세인트루이스 폭동에 대한 윌리엄 찰스 모리스의 뉴욕 이브닝 메일 사설 만화. 캡션에는 윌슨의 전쟁 메시지인 "세상은 민주주의에 안전해야 한다"를 언급하며 "대통령님, 왜 미국을 민주주의에 안전하게 만들지 않으십니까?"라고 쓰여 있다.

아프리카계 미국인들의 대이동은 1917년과 1918년에 남부에서 급증했다. 전쟁 산업의 중심지에는 주택 부족이 심각했다. 인종 폭동이 발생했는데, 최악의 사건은 1917년 7월의 동세인트루이스 폭동으로, 흑인 29명과 백인 9명이 사망하고 140만 달러의 재산 피해가 발생했다. 윌슨은 토머스 왓 그레고리 법무부 장관에게 연방 정부가 "이러한 불명예스러운 만행을 막기 위해" 개입할 수 있는지 물었다. 그러나 그레고리의 조언에 따라 윌슨은 폭동에 대해 직접적인 조치를 취하지 않았다.
개별 흑인에 대한 린치는 남부 전역에서 일주일에 한 번꼴로 발생했다. 아프리카계 미국인 지도자 로버트 모턴과 상의한 후, 윌슨은 린치를 비난하는 주요 성명을 발표했다. 그는 주지사와 법 집행관들에게 린치 폭도들의 "수치스러운 악을 뿌리뽑으라"고 촉구했다. 그는 린치의 폭도 정신을 자유와 정의에 대한 타격으로 비난했다. 그는 또한 "나는 분명히 말한다. 폭도들의 행동에 참여하거나 어떤 식으로든 그들을 지지하는 모든 미국인은 이 위대한 민주주의의 진정한 아들이 아니라 배신자이며, ...그녀의 법과 권리의 기준에 대한 단 한 번의 불충성으로 그녀를 불신하게 만든다"고 말했다.
1919년, 워싱턴 D.C., 시카고, 오마하, 일레인 및 전국 24개 다른 도시에서 또 다른 인종 폭동이 발생했다. 주지사들의 요청에 따라 전쟁부는 가장 심하게 피해를 입은 도시에 육군 병력을 파견했다. 윌슨은 이 위기를 무시했다.

## 외교 정책

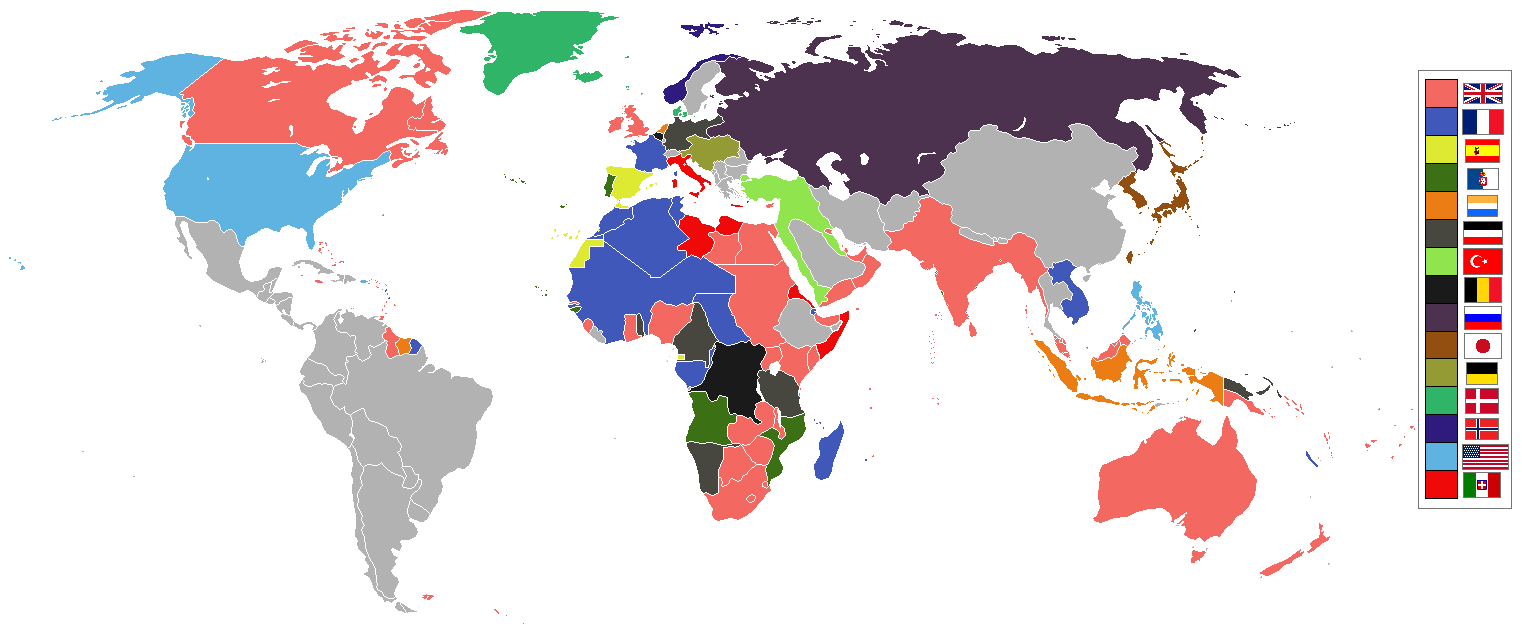
1914년 초 주요 강대국의 통제권을 보여주는 지도

윌슨은 해외 여행을 많이 하지 않았지만, 그는 영국의 정치 및 헌법 역사를 깊이 연구했으며 유럽 역사에 대한 박식한 독자였다. 수년에 걸쳐 장로교 선교사들과의 접촉은 그에게 중국 및 다른 선교지에서의 상황에 대한 많은 자세한 현지 정보를 제공했다.

### 자유주의적 국제주의
윌슨의 외교 정책은 태프트, 루스벨트, 윌리엄 매킨리의 현실주의적 보수 민족주의와는 뚜렷이 대조되는 자유주의적 국제주의에 대한 이상주의적 접근에 기반을 두었다. 1900년 이래 민주당의 합의는 아서 링크에 따르면 다음과 같았다.
외교 정책에서 군국주의, 제국주의, 개입주의를 일관되게 비난했다. 그들은 대신 자유주의적 국제주의 노선을 따라 세계 참여를 옹호했다. 윌슨이 윌리엄 제닝스 브라이언을 국무장관으로 임명한 것은 새로운 출발을 나타냈다. 브라이언은 오랫동안 제국주의와 군국주의의 주요 반대자였으며 세계 평화 운동의 선구자였기 때문이다.
브라이언은 워싱턴에 대사를 둔 40개국에 양자 중재 조약에 서명할 것을 요청하는 주도권을 잡았다. 미국과의 어떤 종류의 분쟁도 1년의 냉각 기간을 거쳐 국제 위원회에 중재를 제출하는 것으로 이어질 것이다. 30개국이 서명했지만, 멕시코와 콜롬비아 (워싱턴과 불만을 가지고 있었다), 일본, 독일, 오스트리아-헝가리, 또는 오스만 제국은 서명하지 않았다. 일부 유럽 외교관들은 조약에 서명했지만, 그들을 무의미하게 여겼다.
외교사학자 조지 C. 헤링은 윌슨의 이상주의가 진실했지만, 맹점이 있었다고 말한다.
윌슨의 더 나은 세상을 건설하려는 진심 어린 열망은 특정한 문화적 맹점에서 고통받았다. 그는 외교 경험이 부족하여 그 한계를 이해하지 못했다. 그는 미국 밖을 많이 여행하지 않았고, 그가 크게 존경했던 영국 외의 다른 민족과 문화에 대해 거의 알지 못했다. 특히 취임 초기에는 미국의 가치를 전파하려는 선의의 노력이 기껏해야 간섭으로, 최악의 경우 강압으로 비춰질 수 있다는 것을 이해하는 데 어려움을 겪었다. 그의 시야는 그의 세대 엘리트들 사이에서 흔했던 끔찍한 인종차별이라는 부담으로 인해 더욱 좁아졌고, 이는 그가 다른 색깔의 사람들을 이해하고 존중하는 능력을 제한했다. 무엇보다 그는 미국의 선함과 운명에 대한 자신의 확신에 눈이 멀었다.

### 라틴 아메리카
윌슨은 라틴아메리카와의 관계 강화를 모색했으며, 국제 분쟁을 중재할 범아메리카 기구를 창설하기를 희망했다. 그는 또한 파나마 분리에서 미국의 역할에 대해 콜롬비아에 배상금을 지불할 조약을 협상했지만, 상원은 이 조약을 부결시켰다. 그러나 윌슨은 라틴 아메리카 문제에 자주 개입했으며, 1913년에는 "남미 공화국들에게 좋은 사람들을 선출하는 법을 가르칠 것"이라고 말했다. 도미니카 공화국은 루스벨트 대통령 재임 이후 사실상 미국의 보호령이었지만, 불안정성을 겪었다. 1916년, 윌슨은 군대를 파견하여 섬을 점령했고, 군인들은 1924년까지 남아있었다. 아이티 대통령 암살에 대한 대응으로, 미국은 1915년에 아이티에 개입했다 (점령은 1934년까지 지속될 것이었다). 윌슨은 또한 쿠바, 파나마, 온두라스에 대한 군사 개입을 승인했다. 1914년 브라이언-차모로 조약은 니카라과를 또 다른 사실상의 보호령으로 만들었고, 미국은 윌슨 대통령 재임 기간 내내 그곳에 군인들을 주둔시켰다.
처음에 윌슨 대통령과 브라이언 국무장관은 쿠바 문제에 개입하지 않기로 결정했다. 정치적 혼란은 계속되었다. 쿠바는 독일에 대한 전쟁에 참여했고, 미국 계약으로 번성했다. 미 해병대는 설탕 개입에서 주요 설탕 농장을 보호하기 위해 주둔했다. 그러나 1919년 정치적 혼란은 다시 남북 전쟁을 위협했고 랜싱 국무장관은 이녹 크라우더 장군을 보내 상황을 안정시켰다.
파나마 운하는 제1차 세계 대전 발발 직후인 1914년에 개통되었다. 이는 중앙아메리카를 가로지르는 운하를 건설하고 대서양과 태평양 간의 신속한 이동을 가능하게 하려는 오랜 꿈을 실현했다. 운하는 태평양과 대서양 간의 신속한 통로를 제공하여 해운업자들에게 새로운 기회를 제공하고 해군이 두 해양 간에 군함을 신속하게 이동시킬 수 있도록 했다. 1916년, 미국은 덴마크로부터 덴마크령 서인도 제도를 2,500만 달러에 구매하여 그 영토를 미국령 버진아일랜드로 개명했다.

#### 멕시코 혁명
제1차 세계 대전 외에 멕시코는 윌슨 외교 정책의 주요 초점이었다. 윌슨은 1911년 자유주의자들이 포르피리오 디아스의 군사 독재를 전복시킨 후 시작된 격렬하고 폭력적인 멕시코 혁명 시기에 취임했다. 윌슨이 취임하기 직전, 보수주의자들은 빅토리아노 우에르타가 이끄는 쿠데타를 통해 권력을 되찾았다. 윌슨은 우에르타의 "도살자 정부"의 정당성을 거부하고 멕시코에 민주적인 선거를 실시할 것을 요구했다. 윌슨의 전례 없는 접근 방식은 인정을 거부하는 것이었고, 이는 우에르타가 안정적인 정부를 수립할 전망을 망쳐놓았다. 우에르타가 북부 항구 도시 탐피코 근처의 제한 구역에 우연히 착륙한 미 해군 인력을 체포한 후, 윌슨은 해군을 파견하여 멕시코 항구 도시 베라크루스를 점령했다. 모든 정치적 성향의 멕시코인들 사이에서 미국의 개입에 대한 강력한 반발은 윌슨이 미군 개입을 확대하려는 계획을 포기하게 만들었지만, 그럼에도 불구하고 개입은 우에르타가 나라를 도피하도록 설득하는 데 도움이 되었다. 베누스티아노 카란사가 이끄는 그룹이 멕시코의 상당 부분을 장악했고, 윌슨은 1915년 10월 카란자 정부를 인정했다.

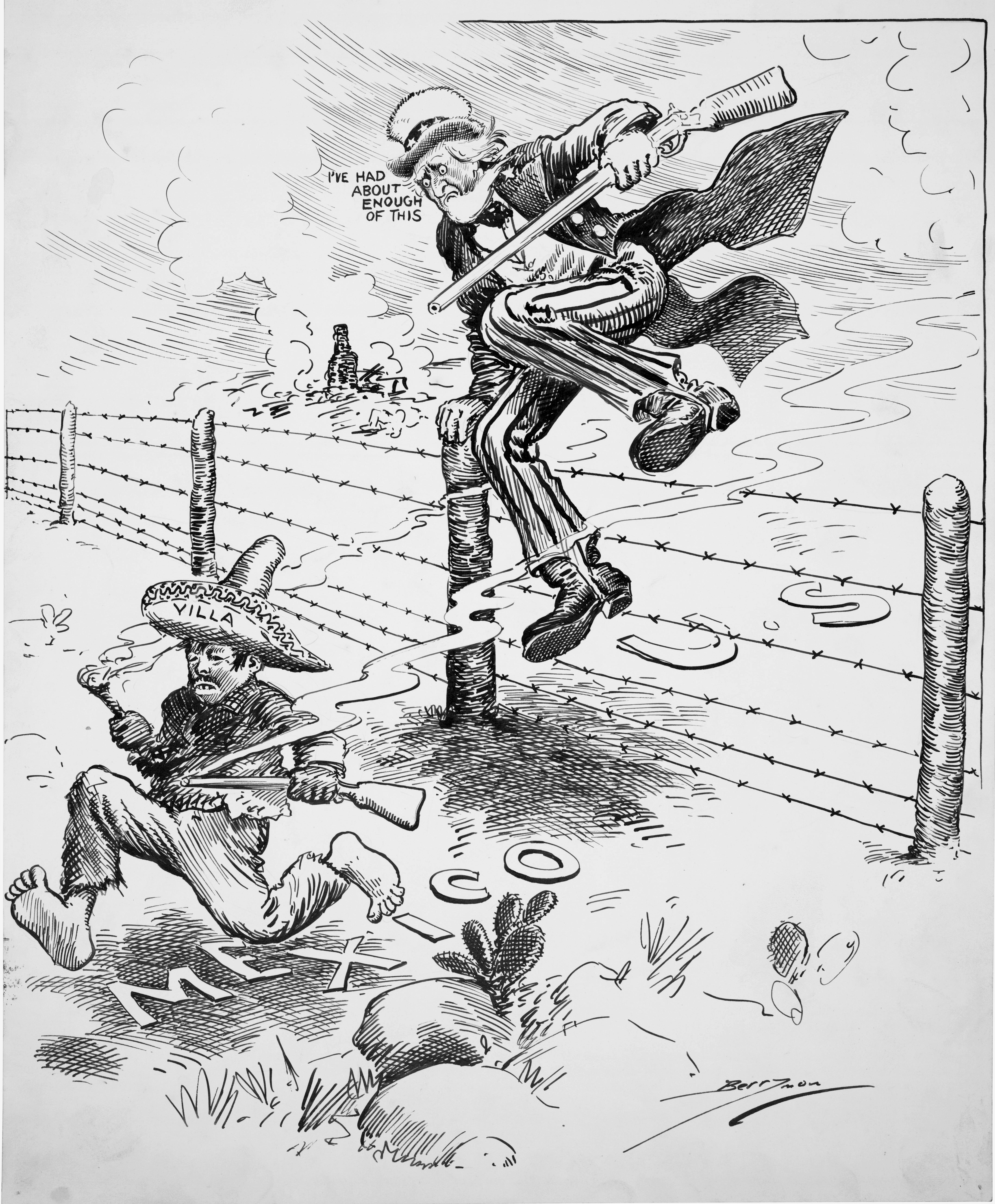
클리퍼드 베리먼의 사설 만화는 악당을 잡으려는 미국의 열망을 반영한다.

##### 판초 비야 원정
카란사는 멕시코 내에서 판초 비야와 같은 지역 군벌을 포함한 다양한 반대 세력에 계속 직면했다. 1916년 초, 판초 비야는 뉴멕시코주의 한 미국 도시를 습격하여 수십 명의 미국인을 살해하거나 부상을 입혔고, 그의 처벌을 요구하는 분노한 대중의 요구를 촉발시켰다. 윌슨은 존 J. 퍼싱 장군과 4000명의 병력을 국경 너머로 보내 비야를 생포하도록 명령했다. 4월까지 퍼싱의 군대는 비야의 무리를 해체하고 분산시켰지만, 비야는 여전히 도망 중이었고 퍼싱은 멕시코 깊숙이 추격을 계속했다. 그러자 카란사는 미국인들에게 등을 돌리고 그들을 징벌적 침략이라고 비난했다. 4월 12일 파랄에서 폭도들과의 충돌로 미국인 2명이 사망하고 6명이 부상했으며, 멕시코인 수백 명이 사상당했다. 추가 사건들로 인해 6월 말에는 전쟁 직전까지 갔고, 윌슨은 포로로 잡힌 미군 병사들의 즉각적인 석방을 요구했다. 포로들은 석방되었고, 긴장은 완화되었으며, 멕시코-미국 공동 고등 위원회의 후원 아래 양자 협상이 시작되었다. 윌슨은 멕시코에서 철수하여 제1차 세계 대전에 집중하기를 열망하여 퍼싱에게 철수 명령을 내렸고, 마지막 미군 병력은 1917년 2월에 철수했다. 역사가 아서 링크에 따르면, 카란사가 멕시코에 대한 미국의 개입을 성공적으로 처리함으로써 나라는 미국의 압력 없이 혁명을 발전시킬 수 있었다. 린다 홀과 돈 M. 코어버는 비야를 생포하지 못한 실망은 작전으로 인해 촉발된 군사 준비에 대한 대중의 지지에 비하면 사소한 것이라고 주장한다. 이는 경험 없는 육군 및 주방위군 병력에게 절실히 필요한 훈련과 경험, 특히 물류에 관한 경험을 제공했다. 이는 퍼싱을 국가적 영웅으로 만들었고 그를 최고 사령관 자리에 오르게 했다.

### 제1차 세계 대전의 중립
제1차 세계 대전은 1914년 7월에 발발하여 동맹국 (독일, 오스트리아-헝가리, 오스만 제국, 불가리아)과 연합국 (영국, 프랑스, 러시아, 그리고 몇몇 다른 나라들)이 대결했다. 독일군의 진격이 1914년 9월 파리 이전에 저지된 후 전쟁은 장기적인 교착 상태에 빠졌다. 그 후 서부 전선에서 양측에 매우 높은 사상자를 내며 교착 상태가 되었다. 1914년부터 1917년 초까지 윌슨의 주요 목표는 미국의 중립적 권리를 보호하고 평화를 중재하는 것이었다. 윌슨은 모든 정부 행동이 중립적이어야 하며, 교전국들이 국제법의 규범에 따라 그 중립성을 존중해야 한다고 주장했다. 전쟁이 시작된 후, 윌슨은 상원에게 미국이 "행동뿐만 아니라 생각에서도 공정해야 하며, 싸움의 한쪽에 대한 선호를 의미할 수 있는 모든 거래뿐만 아니라 우리의 감정도 억제해야 한다"고 말했다. 그는 이것이 국가로서의 미국을 의미하는지 아니면 개인으로서의 모든 미국인을 의미하는지에 대해 모호했다. 윌슨은 개인적으로 미국이 동맹국보다 동맹국과 더 많은 가치를 공유한다고 믿었다.

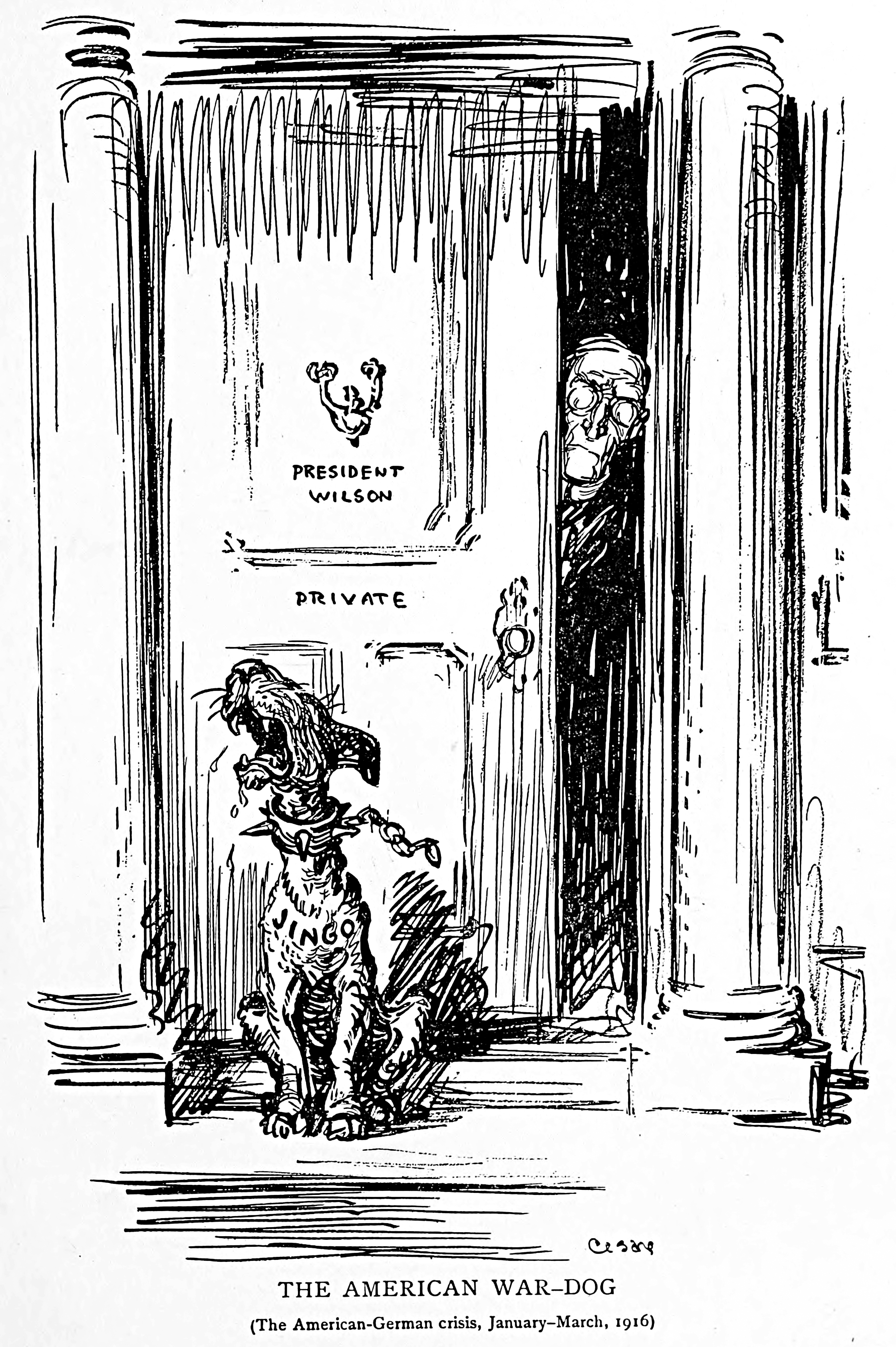
윌슨과 "징고", 미국 전쟁견. 사설 만화는 전쟁을 요구하는 징고를 조롱한다.

윌슨과 하우스는 미국을 분쟁의 중재자로 자리매김하려고 했지만, 유럽 지도자들은 분쟁을 종식시키려는 하우스의 제안을 거부했다. 브라이언의 권유로 윌슨은 또한 미국 기업들이 교전국들에게 대출을 연장하는 것을 자제하도록 권고했다. 이 정책은 연합국이 미국 상품에 더 의존했기 때문에 동맹국보다 연합국에 더 큰 피해를 입혔다. 행정부는 1914년 10월에 대출 억제 정책을 완화한 후, 1915년 10월에는 정책이 미국 경제에 미칠 영향에 대한 우려 때문에 이 정책을 종료했다. 미국은 연합국과 동맹국 모두와 무역을 하려고 했지만, 영국은 독일 봉쇄를 시도했고, 협상 기간 후 윌슨은 본질적으로 영국 봉쇄에 동의했다. 미국은 동맹국과 직접적인 무역이 비교적 적었으며, 윌슨은 무역 문제로 영국과 전쟁을 벌이기를 원하지 않았다. 영국은 또한 요격된 상품을 보상 없이 압수하기보다는 구매함으로써 봉쇄를 미국 지도자들에게 더 수용할 수 있게 만들었다. 많은 독일인들은 연합국과의 미국 무역을 명백히 비중립적인 것으로 보았다.

#### 고조되는 긴장
독일은 영국군의 동맹국 봉쇄에 대응하여 영국 제도 주변 해상에서 상선에 대한 잠수함 작전을 시작했다. 윌슨은 이 정책에 강력히 항의했는데, 이는 영국군의 봉쇄보다 미국 무역에 훨씬 더 강력한 영향을 미쳤다. 1915년 3월 스래셔 사건에서 영국 상선 팔라바호가 독일 잠수함에 의해 침몰하여 미국인 1명을 포함하여 111명의 인명 피해가 발생했다. 1915년 초, 독일 폭탄이 미국 선박인 쿠싱호를 강타했고, 독일 잠수함이 미국 유조선인 걸플라이트호를 어뢰로 공격했다. 윌슨은 합리적인 증거에 근거하여 두 사건 모두 우발적인 것이며, 배상금 청구는 전쟁이 끝난 후로 연기될 수 있다고 판단했다. 독일 잠수함은 1915년 5월 영국 여객선 RMS 루시타니아호를 어뢰로 침몰시켰다. 이 사고로 많은 미국인을 포함하여 천 명 이상이 사망했다. 윌슨은 전쟁을 선포하지 않고 "싸우기에는 너무나 자랑스러운 사람이 있다. 옳다고 다른 사람들을 강제로 설득할 필요가 없을 정도로 옳은 나라가 있다"고 말했다. 그는 비판자들이 자신의 수사를 맹렬히 비난하자 자신이 잘못된 단어를 선택했음을 깨달았다. 윌슨은 독일에게 "루시타니아 침몰과 같은 사건의 재발을 막기 위한 즉각적인 조치를 취하라"고 요구하는 항의를 보냈다. 이에 대해 윌슨이 미국의 무역권 방어를 중립보다 우선시했다고 믿었던 브라이언은 내각에서 사임했다.
화이트 스타 선박 SS 아라빅은 1915년 8월에 어뢰 공격을 받아 미국인 두 명이 사상했다. 미국은 독일이 이 행동을 부인하지 않으면 외교 관계를 단절하겠다고 위협했다. 독일은 비무장 상선을 공격하기 전에 경고하겠다고 동의했다. 1916년 3월, 프랑스 국적의 비무장 페리 SS 서섹스가 영국 해협에서 어뢰 공격을 받아 미국인 네 명이 사망한 것으로 확인되었다. 독일은 루시타니아 이후의 약속을 어긴 것이었다. 윌슨은 잠수함 전쟁을 순양함 전쟁 규칙에 맞게 제한하겠다는 독일의 약속을 받아내는 데 성공하여 칭찬을 받았다. 이는 기존 관행에서 명확히 벗어난 외교적 양보였으며, 독일은 더 뻔뻔하게 철회할 수밖에 없었다. 1917년 1월, 독일은 영국 제도 주변 해상에서 선박에 대한 새로운 무제한 잠수함 작전 정책을 시작했다. 독일 지도자들은 이 정책이 미국의 참전을 유발할 가능성이 높다는 것을 알았지만, 미국이 완전히 동원되기 전에 연합국을 물리치기를 희망했다.

#### 대비
군사 "대비", 즉 소규모 육군과 해군 증강은 여론의 주요 동력이 되었다. 미국 국방 협회 (ADS)와 국가 안보 연맹을 포함하여 풀뿌리에 호소하는 새로운, 자금력이 풍부한 조직들이 생겨났으며, 둘 다 연합국 편에서 전쟁에 참여하는 것을 선호했다. 시어도어 루스벨트가 이끄는 개입주의자들은 독일과의 전쟁을 원했고, 전쟁에 대비한 미국 육군 증강을 거부하는 윌슨을 공격했다. 윌슨이 대비에 저항한 것은 브라이언이 이끄는 민주당 내 강력한 반전 세력 때문이기도 했다. 반전 정서는 여성, 개신교 교회, 노동조합, 그리고 강력한 하원 세입세출위원회 위원장인 클로드 키친과 같은 남부 민주당원들을 포함하여 당 안팎의 많은 단체들 사이에서 강력했다. 특히 중서부의 많은 자유주의 진보주의자들은 대비에 강력히 반대했으며, 월스트리트 금융가와 이익에 굶주린 군수업자들이 대비 운동과 불필요한 전쟁에 미국을 끌어들여 영국에만 이득을 주려 한다고 비난했다. 윌슨은 전쟁 선포를 막을 수 없었던 "고집스러운 소수"를 비난했다. 그러나 1919년 그들은 국제연맹 조약을 막았다. 왜냐하면 그것이 미국을 불쾌한 나라들과의 외교 관계에 더 얽히게 하고, 워싱턴에 속한 결정을 국제 기구에 넘겨주기 때문이었다. 존 블럼은 이렇게 말했다.
윌슨이 대비에 대해 오랫동안 침묵하면서 당 내와 전국적으로 반대 정서가 너무 확산되고 경화되어, 그가 마침내 임무에 착수했을 때 의회도 국가도 설득에 그리 민감하지 않았다.
1915년 루시타니아 침몰과 브라이언의 사임 이후, 윌슨은 공개적으로 대비에 전념하며 육군과 해군을 증강하기 시작했다. 윌슨은 미국의 군사적 불개입이라는 전통적인 약속에 제약을 받았다. 윌슨은 대규모 군사 동원은 전쟁 선포 후에만 가능하며, 이는 유럽에 병력을 파견하는 데 오랜 지연을 의미하더라도 마찬가지라고 믿었다. 많은 민주당원들은 미군 병력은 필요 없고, 단지 미국 돈과 탄약만 있으면 된다고 생각했다. 윌슨은 해군 대규모 확장에 대한 그의 요청에서 더 큰 성공을 거두었다. 의회는 1916년에 해군의 전문 장교들이 최고 수준의 함대를 건설하려는 계획을 담은 해군 확장법을 통과시켰지만, 이는 작전이 가능해지기까지 몇 년이 걸렸다.

### 제1차 세계 대전

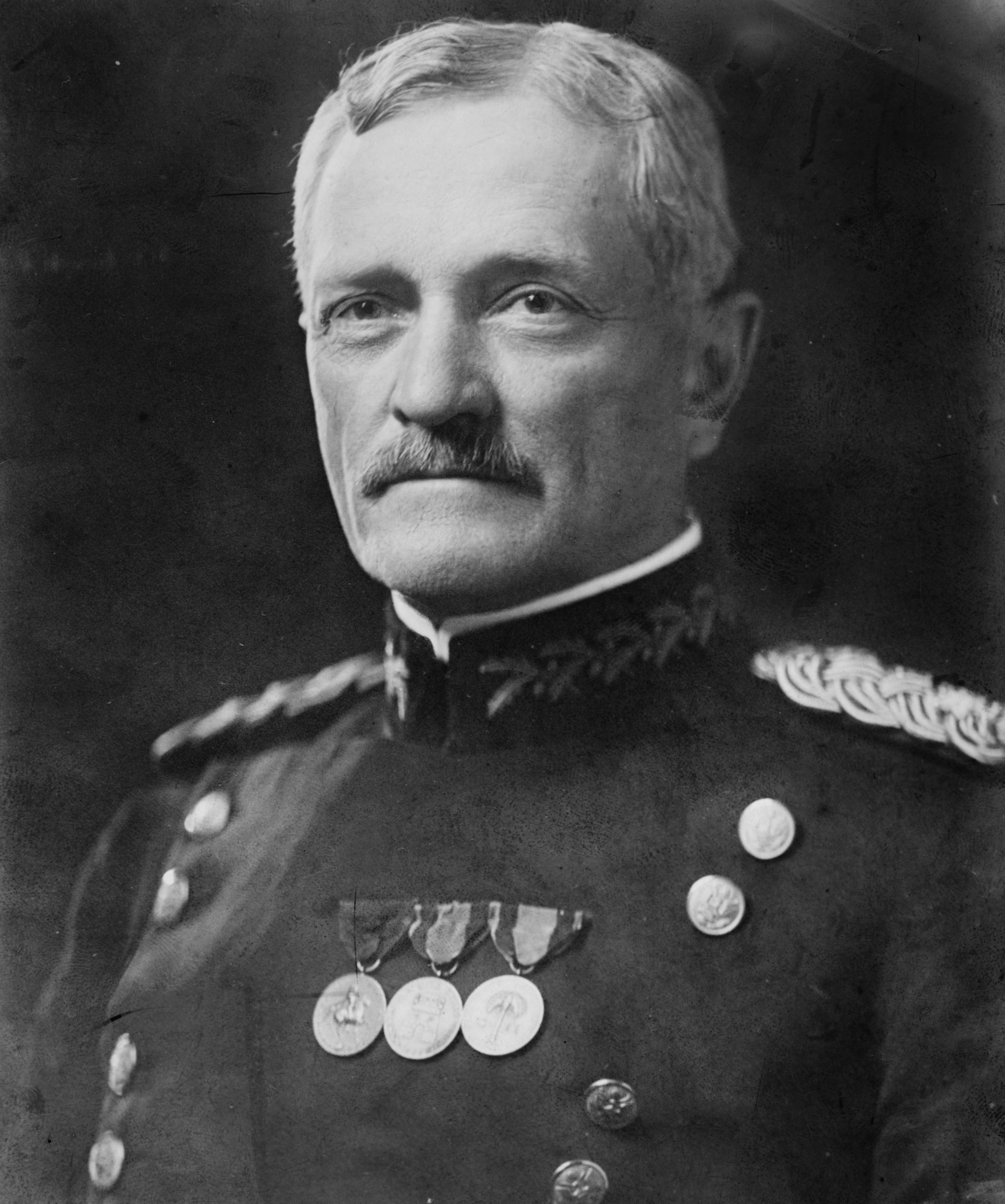
존 J. 퍼싱 장군

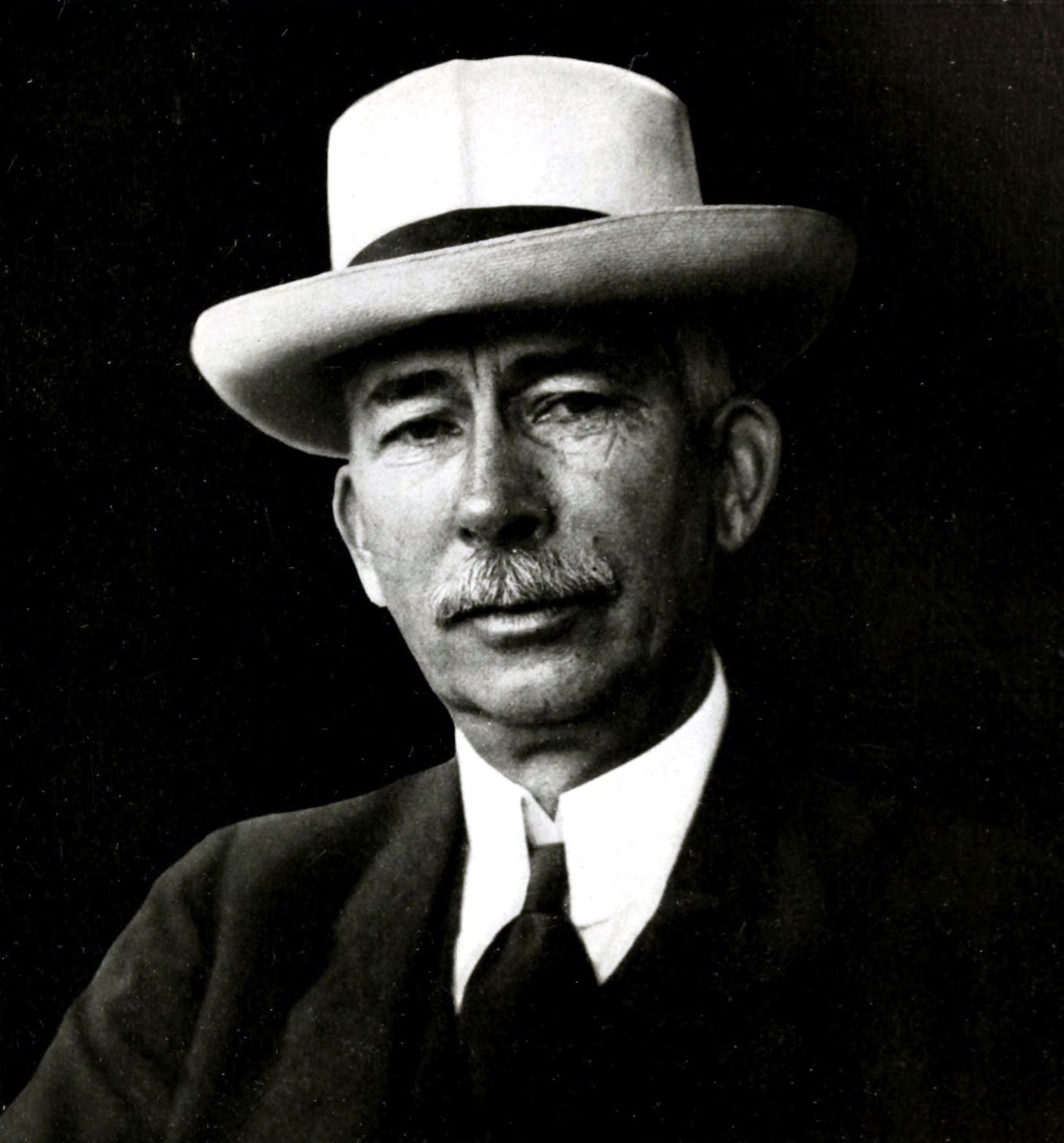
에드워드 M. 하우스 대령

#### 참전
1917년 초, 독일 대사 요한 폰 베른스토르프는 랜싱 국무장관에게 독일의 무제한 잠수함 작전 의지를 알렸다. 2월 말, 미국은 독일이 미국과의 전쟁에서 멕시코를 설득하려 했던 비밀 외교 통신인 치머만 전보를 알게 되었다. 윌슨은 독일과의 외교 관계를 단절했다. 1917년 3월에는 증오받던 러시아의 차르 통치가 전복되었다. 이는 미국이 전쟁에 참전하는 데 심각한 이념적 장벽을 제거했다. 이제 연합국은 민주주의를 지지하고 동맹국은 민주주의에 반대하고 독재와 군국주의를 실천했다. 독일은 그 후 미국 상선을 침몰시키기 시작했다. 윌슨은 3월 20일에 내각 회의를 열었고, 모든 구성원들은 전쟁에 참전할 때가 왔다는 데 동의했다.
윌슨은 1917년 4월 2일 의회에서 독일과의 전쟁 선포를 요구했다. 그는 독일인들이 "미국 정부와 국민에 대한 전쟁 그 자체"에 가담하고 있다고 주장했다. 그는 군대 증강을 위한 징병제, 군사비 지출을 위한 세금 인상, 연합국 정부에 대한 대출, 산업 및 농업 생산 증대를 요구했다. 미국의 독일 선전포고는 1917년 4월 6일 양당의 강력한 다수결로 의회를 통과했지만, 독일계 주민이 많거나 남부의 외딴 시골 지역에서는 반대가 있었다. 미국은 나중에 1917년 12월 오스트리아-헝가리에도 선전포고했다. 미국은 영국이나 프랑스와 공식적인 동맹을 맺지 않았지만, 런던의 최고 전쟁 위원회를 통해 군사 협력을 하는 "연합국"으로 활동했다.
프레더릭 펀스턴 장군과 레너드 우드 장군은 유럽 주둔 미군 사령관 후보였지만, 펀스턴은 미국이 전쟁에 참전하기 불과 몇 주 전에 사망했고, 윌슨은 시어도어 루스벨트의 측근인 우드를 불신했다. 윌슨은 대신 판초 비야에 대한 원정을 이끌었던 존 J. 퍼싱 장군에게 지휘권을 맡겼다. 퍼싱은 전술, 전략, 그리고 일부 외교에 대한 완전한 권한을 가졌다. 에드워드 하우스는 대통령과 영국 정부 간의 주요 소통 채널이 되었으며, 영국 해군 무관인 윌리엄 와이즈맨 경은 하우스의 영국 내 주요 연락책이었다. 그들의 개인적인 관계는 양국 정부 간의 필수적인 이해를 달성하기 위해 긴장된 관계를 극복함으로써 양국에 큰 도움이 되었다. 하우스는 또한 연합군의 최고 전쟁 위원회에서 미국 대표가 되었다.

#### 14개조 평화 원칙
윌슨은 미래의 분쟁을 방지하는 데 도움이 될 "조직화된 공동 평화"의 확립을 추구했다. 이 목표에서 그는 동맹국뿐만 아니라 다른 연합국들도 반대했는데, 이들은 다양한 정도로 양보를 얻고 동맹국에 대한 징벌적 평화 협정에 반대하고자 했다. 그는 하우스 대령이 지휘하는 "조사단"이라는 비밀 연구 그룹을 만들어 전후 협상에 대비했다. 조사단의 연구는 1918년 1월 8일 윌슨이 의회에서 미국의 장기적인 전쟁 목표를 명확히 밝힌 연설로 절정에 달했다. 14개조 평화 원칙으로 알려진 이 연설은 주로 월터 리프먼이 작성했으며 윌슨의 진보적인 국내 정책을 국제 무대로 확장한 것이었다. 처음 6개 조항은 외교, 해양의 자유, 식민지 청구권 해결을 다루었다. 그 다음에는 영토 문제가 다루어졌고, 마지막 조항은 모든 국가의 독립과 영토 보전을 보장하는 국가 연합, 즉 국제연맹의 설립이었다. 이 연설은 전 세계에 배포하기 위해 여러 언어로 번역되었다.
전후 고려 사항 외에도, 윌슨의 14개조 평화 원칙은 여러 요인에 의해 동기 부여되었다. 다른 연합국 지도자들과 달리 윌슨은 오스만 제국이나 오스트리아-헝가리 제국의 완전한 해체를 요구하지 않았다. 이들 국가들과 독일에 대해 비징벌적 평화를 제안함으로써 윌슨은 전쟁을 끝내기 위한 협상을 신속하게 시작하기를 희망했다. 윌슨의 자유주의적 선언은 미국을 포함한 연합국 내의 평화주의적이고 전쟁에 지친 요소들을 겨냥한 것이기도 했다. 또한 윌슨은 러시아를 전쟁에 다시 끌어들이기를 희망했지만, 이 목표는 실패했다.

#### 전쟁의 진행
미국의 전쟁 참전과 함께 윌슨과 베이커 전쟁부 장관은 육군 확장을 시작했다. 목표는 30만 명의 정규군, 44만 명의 육군 주방위군, 그리고 50만 명의 징집군인 "국군"을 창설하는 것이었다. 징집과 해외 주둔 미군에 대한 일부 저항에도 불구하고, 양원 의회의 대다수는 1917년 선택적 병역법으로 징집을 부과하는 데 찬성했다. 남북 전쟁 당시의 징병 폭동을 피하기 위해 법안은 징집 대상을 결정하는 지역 징병 위원회를 설립했다. 전쟁이 끝날 무렵, 거의 3백만 명의 남성이 징집되었다. 해군 또한 엄청난 확장을 보였고, 윌리엄 심스 제독의 권유로 대잠수함 함정 건조에 집중했다. 연합군의 선박 손실은 미국의 기여와 호송선단 시스템에 대한 새로운 강조로 인해 크게 감소했다.
미국 원정군은 1917년 중반 프랑스에 처음 도착했다. 윌슨과 퍼싱은 미군 병력을 기존 연합군 부대에 통합하라는 영국과 프랑스의 제안을 거부하여 미국에 더 큰 행동의 자유를 주었지만, 새로운 조직과 보급망 생성을 필요로 했다. 1917년 말까지 유럽에 주둔한 미군 병력은 17만 5천 명에 불과했지만, 1918년 중반에는 하루에 1만 명의 미국인들이 유럽에 도착했다. 러시아는 1918년 3월 브레스트-리토프스크 조약 체결 후 전쟁에서 이탈하여 독일이 동부 전선에서 병력을 이동시킬 수 있게 했다. 독일군은 연합군에 대한 춘계 공세를 시작하여 큰 사상자를 입혔지만 연합군 전선을 뚫는 데 실패했다. 8월부터 연합군은 지친 독일군을 후퇴시키는 백일 공세를 시작했다.
1918년 9월 말, 독일 지도부는 더 이상 전쟁에서 승리할 수 없다고 믿었다. 윌슨이 민주 정부와의 평화 협상을 더 쉽게 받아들일 것이라는 점을 인식한 빌헬름 2세 황제는 막시밀리안 폰 바덴 대공자가 이끄는 새 정부를 임명했다. 바덴은 즉시 윌슨과 휴전을 모색했다. 교환된 서한에서 독일과 미국 지도자들은 휴전에 14개조 평화 원칙을 포함시키기로 합의했다. 하우스는 프랑스와 영국으로부터 동의를 얻어냈는데, 이는 그들 없이 일방적인 휴전을 체결하겠다고 위협한 후에야 가능했다. 윌슨은 휴전을 포기하고 독일의 무조건 항복을 요구하라는 퍼싱의 간청을 무시했다. 독일은 1918년 11월 11일 휴전 협정에 서명하여 전투를 종식시켰다. 오스트리아-헝가리는 8일 전에 빌라 지우스티 휴전 협정에 서명했고, 오스만 제국은 10월에 무드로스 휴전 협정에 서명했다.

### 제1차 세계 대전의 여파

#### 파리 강화 회의

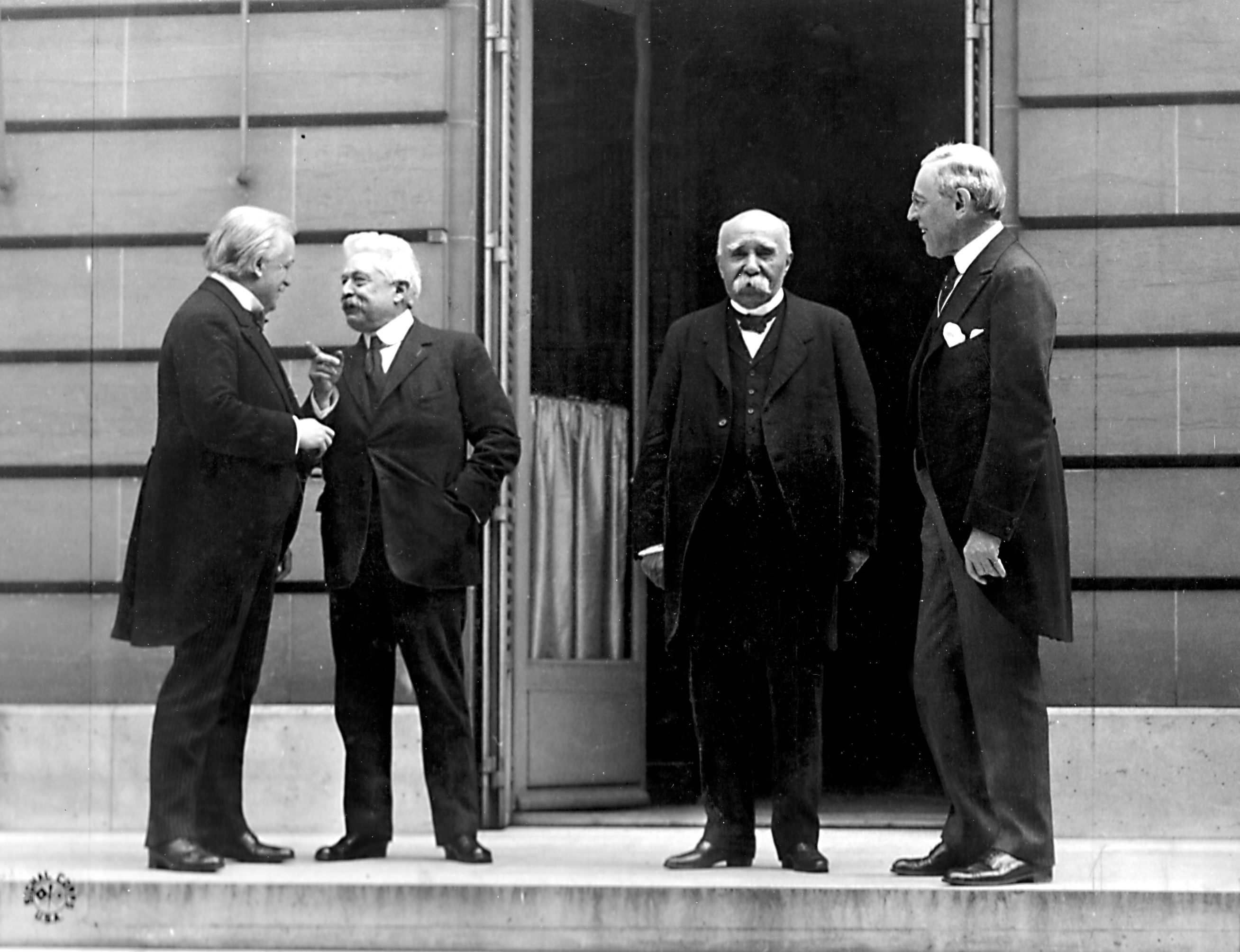
제1차 세계 대전 종전 후 1919년 파리 강화 회의에서 "빅 포". 윌슨은 오른쪽에 있는 조르주 클레망소 옆에 서 있다.

휴전 협정 서명 후 윌슨은 유럽으로 건너가 파리 강화 회의에 참석하여 재임 중 유럽을 방문한 최초의 미국 대통령이 되었다. 윌슨은 2주간의 미국 귀환을 제외하고 6개월 동안 유럽에 머물면서 공식적으로 전쟁을 종식시키는 평화 조약을 체결하는 데 집중했다. 패배한 동맹국들은 회의에 초대받지 않았고, 초조하게 자신들의 운명을 기다렸다. 윌슨은 러시아 내전의 경쟁 파벌들이 휴전을 선언하고 파리 강화 회의에 공동 대표단을 보낼 것을 제안했지만, 다른 연합국 지도자들은 그 제안에 반대했고 아무런 대표단도 보내지지 않았다. 윌슨, 영국 총리 데이비드 로이드 조지, 프랑스 총리 조르주 클레망소, 이탈리아 총리 비토리오 에마누엘레 오를란도가 파리 강화 회의에서 가장 큰 영향력을 가진 연합국 지도자들인 "빅 포"를 구성했다. 윌슨은 자신의 이상주의적인 14개조 평화 원칙을 계속 옹호했지만, 다른 연합국들은 복수를 원했다. 클레망소는 특히 독일에 가혹한 조건을 요구했고, 로이드 조지는 윌슨의 일부 아이디어를 지지했지만, 조약이 동맹국에 너무 유리하게 판명되면 대중의 반발을 두려워했다.

파리 강화 회의에서 몇몇 새로운 유럽 국가들이 설립되었다.

국제연맹의 설립을 위해 윌슨은 회의에 참석한 다른 강대국들에게 여러 가지 양보를 했다. 프랑스는 독일의 분할과 막대한 전쟁 배상금 지불을 강요했다. 윌슨은 이러한 생각에 저항했지만, 독일은 여전히 전쟁 배상금을 지불해야 했고 라인란트에 군사 점령을 당했다. 또한 조약의 조항은 독일이 전쟁의 책임이 있다고 명시했다. 윌슨은 옛 독일 및 오스만 영토에 위임통치를 설정하는 것에 동의하여 유럽 강대국과 일본이 중동, 아프리카, 아시아에 사실상의 식민지를 건설할 수 있도록 했다. 중국의 산둥반도에 대한 일본의 독일 이권 획득은 특히 인기가 없었다, 이는 윌슨의 자치 약속을 훼손했기 때문이었다. 그러나 윌슨은 폴란드, 유고슬라비아, 체코슬로바키아를 포함한 중부 유럽과 발칸반도에 여러 신생국을 설립했으며, 오스트리아-헝가리 제국과 오스만 제국은 분할되었다. 윌슨은 아드리아해 연안 영토에 대한 이탈리아의 요구를 양보하기를 거부했으며, 이는 유고슬라비아와 이탈리아 간의 분쟁으로 이어져 1920년 라팔로 조약이 체결될 때까지 해결되지 않았다. 일본은 회의에서 인종적 평등 조항을 지지할 것을 제안했다. 윌슨은 이 문제에 무관심했지만, 호주와 영국의 강력한 반대에 굴복했다.
국제연맹 규약은 독일과의 전쟁을 종식시킨 회의의 베르사유 조약에 포함되었다. 윌슨은 직접 규약을 초안하는 위원회를 주재했으며, 이 규약은 회원국들이 "외부 침략"에 반대하고 상설국제사법재판소와 같은 조직을 통해 분쟁을 평화적으로 해결하는 데 동의하도록 의무화했다. 회의 중 태프트 전 대통령은 국제연맹 규약에 세 가지 수정안을 제안했는데, 그는 이것이 수용 가능성을 상당히 높일 것이라고 생각했다. 즉, 국제연맹 탈퇴 권리, 국내 문제의 국제연맹 면제, 먼로 독트린의 불가침성이다. 윌슨은 마지못해 이 수정안들을 받아들였다. 베르사유 조약 외에도 연합국은 오스트리아(생제르맹앙레 조약), 헝가리(트리아농 조약), 오스만 제국(세브르 조약), 불가리아(뇌이 조약)와도 조약을 작성했으며, 이들 모두 국제연맹 헌장을 포함했다.
회의는 1919년 5월 협상을 마쳤고, 이때 독일 지도자들은 처음으로 조약을 검토했다. 일부 독일 지도자들은 조약을 거부하는 것을 선호했지만, 독일은 1919년 6월 28일 조약에 서명했다. 평화 노력을 인정받아 윌슨은 1919년 노벨 평화상을 수상했다. 그러나 패배한 동맹국들은 조약의 가혹한 조건에 항의했고, 일부 식민지 대표들은 유럽에 새로운 국가들을 세웠지만 아시아와 아프리카에서는 계속 식민주의를 허용하는 조약의 위선을 지적했다. 윌슨은 또한 공화당이 대체로 반대했기 때문에 조약을 비준하기 위한 불확실한 국내적 전투에 직면했다.

#### 조약 비준 논쟁

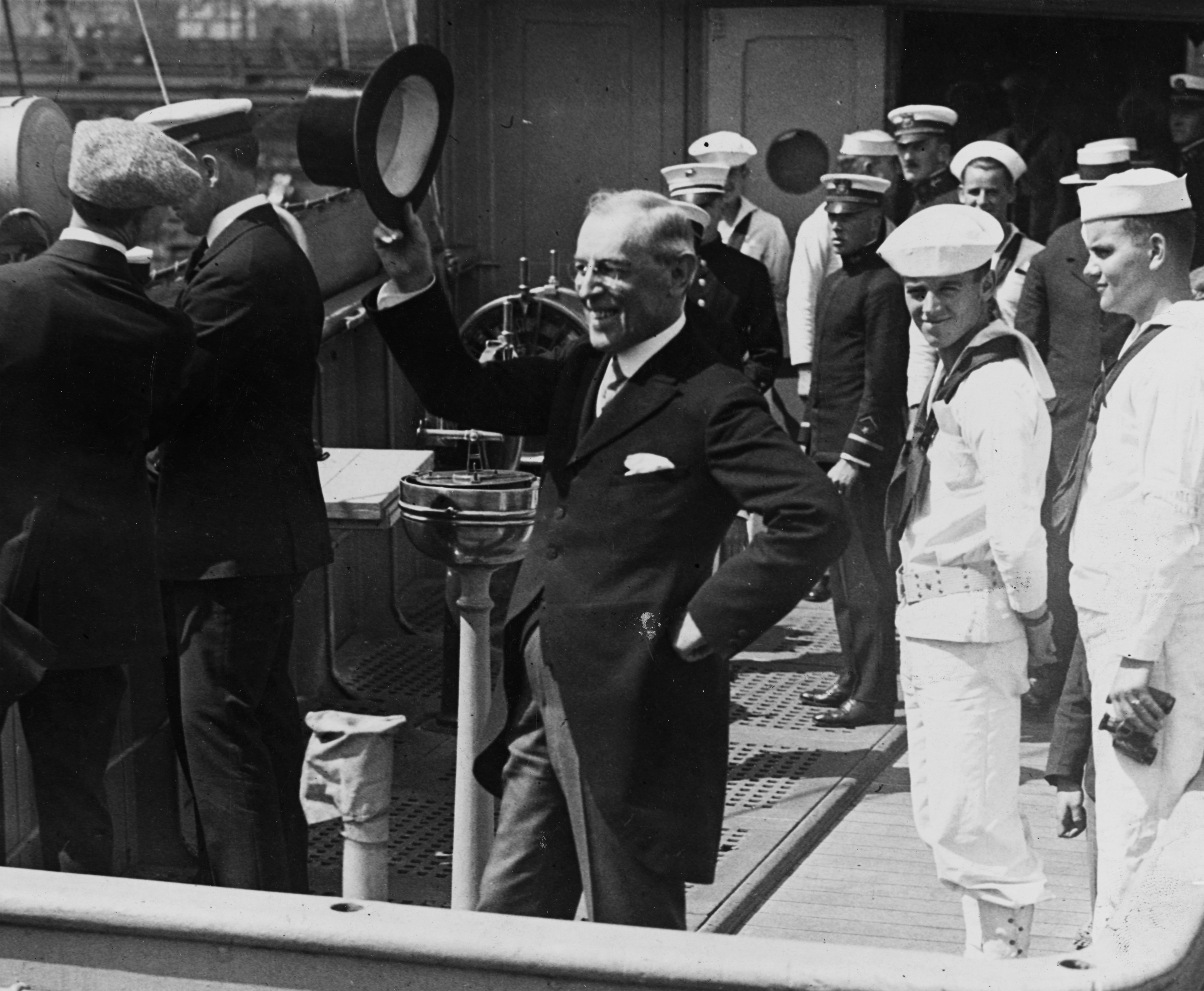
1919년 베르사유 평화 회의에서 돌아오는 윌슨.

공화당이 근소한 다수를 차지하고 있는 상원에서 3분의 2 찬성으로 조약을 비준할 가능성은 희박했다. 조약에 대한 여론은 엇갈렸으며, 대부분의 공화당원, 독일계, 아일랜드계 가톨릭 민주당원들로부터 강한 반대가 있었다. 상원의원들과의 수많은 회의에서 윌슨은 반대가 더욱 심해졌음을 발견했다. 파리 평화 회의 이후 약화된 신체 상태에도 불구하고 윌슨은 지지를 결집하기 위해 서부 주들을 순회하며 29개의 주요 연설과 많은 짧은 연설을 계획했다. 윌슨은 1919년 9월 일련의 심각한 뇌졸중을 겪고 여행을 중단해야 했다. 그는 백악관에 갇혀 아내의 엄격한 감시를 받았는데, 아내는 그에게 부정적인 소식을 차단하고 그의 상태의 심각성을 과소평가했다.
헨리 캐벗 로지 상원의원은 조약 반대를 이끌었는데, 그는 윌슨을 경멸했고 비준 싸움에서 그를 굴욕시키기를 바랐다. 공화당원들은 윌슨이 전쟁이나 그 이후의 일에 대해 자신들과 논의하지 않은 것에 분노했다. 상원에서는 공화당이 조약에 반대하고 민주당이 대체로 지지하면서 격렬한 당파 싸움이 벌어졌다. 조약에 대한 논쟁은 전후 시대 세계 공동체에서 미국의 역할에 대한 논쟁을 중심으로 진행되었으며, 상원의원들은 세 가지 주요 그룹으로 나뉘었다. 대부분의 민주당원들은 조약을 지지했다. 주로 공화당원인 14명의 상원의원들은 "비타협론자"로 알려졌는데, 그들은 미국의 국제연맹 가입에 완전히 반대했다. 이들 비타협론자 중 일부는 조지 W. 노리스와 같이 탈식민화와 군축을 지지하지 않는다는 이유로 조약에 반대했다. 다른 비타협론자들은 하이라움 존슨과 같이 미국이 국제 기구에 행동의 자유를 양보하는 것을 두려워했다. 대부분은 국제연맹 규약 제10조의 삭제를 요구했는데, 이 조항은 국가들이 침략에 맞서 서로를 방어하도록 의무화하는 것이었다. 나머지 상원의원 그룹은 "유보주의자"로 알려졌으며, 그들은 국제연맹의 개념을 받아들였지만, 미국의 주권 보호를 보장하기 위해 국제연맹에 대한 다양한 정도의 변경을 모색했다. 태프트 전 대통령과 엘리후 루트 전 국무장관은 모두 일부 수정안이 포함된 조약의 비준을 지지했으며, 조약에 대한 그들의 공개적인 지지는 윌슨에게 비준에 대한 상당한 공화당 지지를 얻을 기회를 주었다.
비준을 얻는 어려움에도 불구하고, 윌슨은 유보 조항을 받아들이는 것을 일관되게 거부했는데, 이는 유보 조항이 추가될 경우 다른 강대국들과 협상을 다시 시작해야 할 수도 있다는 우려 때문이기도 했다. 1919년 11월 중순, 로지와 그의 공화당원들은 조약 지지 민주당원들과 연합하여 유보 조항이 포함된 조약을 통과시키려 했지만, 심각하게 병든 윌슨은 이 타협안을 거부했고 충분한 민주당원들이 그의 뒤를 따라 비준을 저지했다. 쿠퍼와 베일리는 9월 윌슨의 뇌졸중이 그를 로지와 효과적으로 협상하는 데 무력하게 만들었다고 시사한다. 미국의 제1차 세계 대전 참전은 1921년 녹스-포터 결의안 통과까지 공식적으로 끝나지 않았다.

#### 러시아 개입
10월 혁명 이후 러시아가 제1차 세계 대전에서 탈퇴하자, 연합국은 이전에 혁명 전 정부에 원조로 보냈던 무기, 탄약 및 기타 물품을 독일이나 볼셰비키가 장악하는 것을 막기 위해 군대를 파견했다. 윌슨은 볼셰비키를 혐오했는데, 그는 그들이 러시아 국민을 대표하지 않는다고 믿었지만, 외국 개입이 볼셰비키의 통치를 강화할 뿐이라고 우려했다. 영국과 프랑스는 독일에 대한 제2 전선을 잠재적으로 재개하기 위해 개입하도록 그에게 압력을 가했고, 윌슨은 이것이 전후 협상에 도움이 되고 시베리아에서 일본의 영향력을 견제할 것이라는 희망으로 이 압력에 굴복했다. 미국은 시베리아 횡단 철도를 따라 체코슬로바키아 군단의 철수를 돕고 아르한겔스크와 블라디보스토크의 주요 항구 도시를 확보하기 위해 군대를 파견했다. 볼셰비키와 교전하지 말라는 특별 지시에도 불구하고, 미군은 새로운 러시아 정부의 군대와 여러 차례 무력 충돌을 벌였다. 러시아 혁명가들은 미국의 개입에 분개했다. 로버트 매독스는 "개입의 즉각적인 효과는 유혈 시민 전쟁을 연장하여 수천 명의 추가적인 인명 피해와 이미 황폐해진 사회에 엄청난 파괴를 초래한 것이었다"고 썼다.

#### 기타 문제
1919년 윌슨 행정부는 밸푸어 선언에 동의했지만, 공식적으로 시온주의를 지지하지는 않았다. 윌슨은 유대인, 특히 폴란드와 프랑스 유대인의 곤경에 대한 연민을 표했다.
1920년 5월, 윌슨 행정부는 미국이 국제연맹으로부터의 위임통치를 받아 아르메니아를 통치하겠다는 제안을 의회에 제출했다. 베일리는 이것이 미국 여론의 반대에 부딪혔고, 23명의 상원의원만이 지지했다고 지적한다. 리처드 G. 호바니시안은 윌슨이 위임통치에 대해 "모든 잘못된 주장을 했다"고 말하며, 즉각적인 정책보다는 역사가 자신의 행동을 어떻게 판단할지에 더 집중했다고 말한다. "[그는] 아르메니아의 포기가 자신의 소행이 아님을 분명히 기록에 남기고 싶어했다."

### 해외 순방 목록
윌슨은 재임 기간 동안 두 번의 해외 순방을 했다. 윌슨은 재임 중 유럽을 순방한 최초의 대통령이었다. 제1차 세계 대전 이후 거의 7개월 동안 유럽에 머물렀다(잠시 9일간의 미국 귀환으로 중단).
|   | 날짜                            | 국가                             | 장소                               | 상세 |
| - | ------------------------------- | -------------------------------- | ---------------------------------- | --- |
| 1 | 1918년 12월 14일~25일           | 프랑스 제3공화국                 | 파리, 쇼몽                         | 파리 강화 회의 이전의 예비 토론에 참석; 세계 평화를 위한 그의 14개조 평화 원칙을 홍보. 12월 4일 미국 출발 |
| 1 | 1918년 12월 26일~31일           | 그레이트브리튼 아일랜드 연합왕국 | 런던, 칼라일, 맨체스터             | 데이비드 로이드 조지 총리와 조지 5세 국왕과 회담                                                          |
| 1 | 1918년 12월 31일~1919년 1월 1일 | 프랑스 제3공화국                 | 파리                               | 이탈리아로 가는 길에 경유.                                                                                |
| 1 | 1919년 1월 1일~6일              | 이탈리아 왕국                    | 로마, 제노아, 밀라노, 토리노       | 비토리오 에마누엘레 3세 국왕과 비토리오 오를란도 총리와 회담                                              |
| 1 | 1919년 1월 4일                  | 바티칸                           | 로마                               | 교황 베네딕토 15세와 알현 (재임 중인 대통령과 현직 교황의 첫 만남).                                       |
| 1 | 1919년 1월 7일~2월 14일         | 프랑스 제3공화국                 | 파리                               | 파리 강화 회의 참석. 2월 24일 귀국                                                                        |
| 2 | 1919년 3월 14일~6월 18일        | 프랑스 제3공화국                 | 파리                               | 파리 강화 회의 참석. 3월 5일 미국 출발                                                                    |
| 2 | 1919년 6월 18일~19일            | 벨기에                           | 브뤼셀, 샤를루아, 말린, 루뱅라뇌브 | 알베르 1세 국왕과 회담. 의회 연설                                                                         |
| 2 | 1919년 6월 20일–28일            | 프랑스 제3공화국                 | 파리                               | 파리 강화 회의 참석. 7월 8일 귀국                                                                         |

## 무능력, 1919–1921
1919년 10월 2일, 윌슨은 심각한 뇌졸중을 겪어 왼쪽 몸이 마비되고 오른쪽 눈의 시력이 부분적으로만 남게 되었다. 그는 몇 주 동안 침대에 누워 아내와 주치의 캐리 그레이슨 박사 외에는 아무도 만나지 못했다. 윌슨의 사망 후 그의 의료 기록을 검토한 신경외과 의사 버트 E. 파크 박사는 윌슨의 병이 그의 성격에 다양한 방식으로 영향을 미쳐 "감정 장애, 충동 제어 장애, 결함 있는 판단"에 취약하게 만들었다고 썼다. 뇌졸중 이후 몇 달 동안 윌슨은 아내에 의해 격리되었는데, 아내는 그에게 중요한 문제를 선택하고 다른 문제들은 내각에 위임했다. 윌슨 대통령의 남은 임기 동안 에디스 윌슨은 대통령 집무실을 관리했으며, 나중에 그녀는 이를 "위임"이라고 묘사했다. 그녀는 어떤 통신과 국정 문제가 침대에 누워 있는 대통령에게 보고할 만큼 중요한지 결정했다. 윌슨은 임시적으로 내각 회의에 형식적으로 참석을 재개했다. 그의 아내와 보좌관 조 튜멀티는 기자 루이스 사이볼드가 깨어 있다고 알려진 대통령과의 거짓 인터뷰 기사를 작성하도록 도왔다. 그의 상태에도 불구하고 윌슨은 거의 사임을 고려하지 않았고, 베르사유 조약 비준을 계속 옹호했으며 심지어 다시 출마할 계획까지 세웠다.
1920년 2월이 되자 대통령의 실제 상태가 대중에 알려졌다. 국제연맹 투쟁이 절정에 달하고 파업, 실업, 인플레이션, 공산주의 위협과 같은 국내 문제가 격화되던 시기에 많은 이들이 윌슨의 대통령으로서의 적합성에 대해 의문을 표했다. 윌슨 가까이 있던 누구도 헌법이 요구하는 "해당 직무의 권한과 의무를 수행할 수 없음"을 증명할 책임을 지려 하지 않았다. 일부 의원들이 마셜 부통령에게 대통령직 주장을 촉구했지만, 마셜은 윌슨을 대체하려 시도한 적이 없었다. 윌슨이 대통령으로 재임하는 동안 장기간 무능력 상태에 있었던 것은 전례가 없는 일이었다. 이전 대통령 중 제임스 A. 가필드만이 비슷한 곤경에 처했지만, 그의 상황에 대한 비밀은 없었다. 게다가 가필드는 정신 능력을 더 잘 통제했으며 시급한 문제에 직면하지 않았다.

## 윌슨 대통령 재임 중 선거

### 1914년 중간선거
윌슨의 첫 중간선거에서 공화당은 하원에서 60석을 추가했지만, 원내 재탈환에는 실패했다. 수정 헌법 제17조 통과 이후 첫 상원 선거에서 민주당은 상원 다수당을 유지했다. 1912년 선거에서 몇몇 의석을 얻었던 루스벨트의 황소당은 부진했으며, 보수 공화당원들도 몇몇 진보 공화당원들을 물리쳤다. 민주당의 의회 지속적인 통제는 윌슨을 기쁘게 했고, 그는 선거가 지속적인 진보 개혁에 대한 위임을 나타낸다고 공개적으로 주장했다. 이어진 제64회 미국 의회에서 윌슨과 그의 동맹자들은 몇몇 법률을 더 통과시켰지만, 윌슨의 첫 2년 동안 통과되었던 주요 국내 이니셔티브만큼 영향력 있는 것은 없었다.

### 1916년 대통령 선거

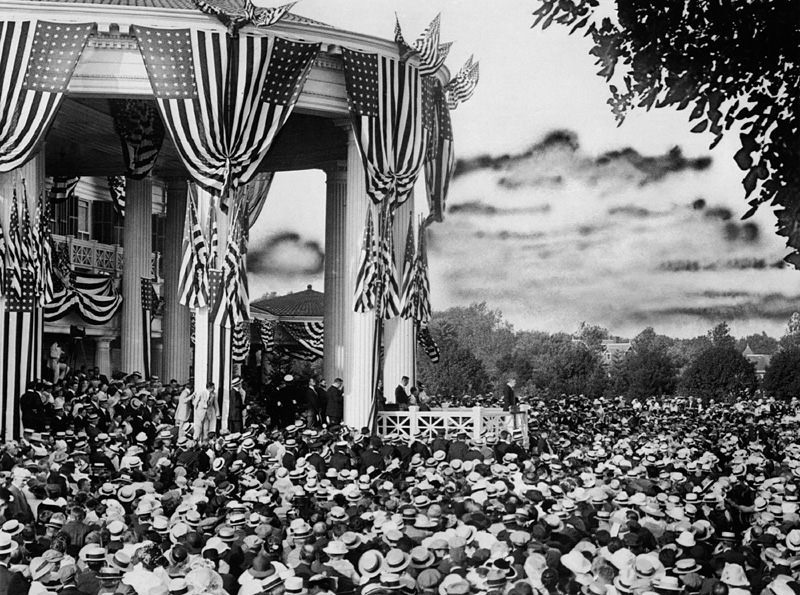
1916년 민주당 후보 지명을 수락하는 윌슨

반대 없이 재지명된 윌슨은 "그는 우리를 전쟁에서 벗어나게 했다"는 선거 구호를 사용했지만, 전쟁에서 벗어나겠다는 약속을 명확히 한 적은 없었다. 1916년 9월 2일 수락 연설에서 윌슨은 독일에 대해 잠수함 전쟁으로 미국인 사망자가 발생하면 용납되지 않을 것이라고 분명히 경고하며 "이러한 본질적인 권리를 위반하는 국가는 직접적인 도전과 저항으로 점검받고 책임을 져야 할 것"이라고 말했다. 저명한 진보주의자 밴스 C. 맥코믹이 당 위원장이 되었고, 헨리 모겐소 대사는 터키에서 소환되어 선거 자금을 관리했다. 하우스 대령은 선거 운동에서 중요한 역할을 했다. "그는 선거 운동의 구조를 계획했고, 분위기를 설정했으며, 자금 조달을 안내하는 데 도움을 주었고, 연설자, 전술, 전략을 선택했으며, 무엇보다도 캠페인의 가장 큰 자산이자 가장 큰 잠재적 위험이었던 빛나는 재능을 가진 변덕스러운 후보를 다루었다."

1916년 선거인단 지도

당 강령이 초안될 때, 오클라호마의 오웬 상원의원은 윌슨에게 1912년 진보당 강령에서 아이디어를 가져와 "우리의 당과 크게 공감하는 진보적 공화당원들을 우리 당에 합류시키는 수단"으로 삼을 것을 촉구했다. 윌슨의 요청에 따라 오웬은 노동자의 건강과 안전 증진, 아동 노동 금지, 실업 수당 제공, 최저 임금 및 최대 근무 시간 제정을 위한 연방 입법을 강조했다. 윌슨은 또한 그의 강령 초안에 연방 정부가 수행하는 모든 업무에 최저 임금, 8시간 근무 및 주 6일 근무, 건강 및 안전 조치, 아동 노동 금지, 그리고 (그 자신의 추가) 여성 노동자 보호 및 퇴직 프로그램을 제공해야 한다는 조항을 포함했다.
1916년 공화당 전당대회는 찰스 에번스 휴스 대법원 판사를 대통령 후보로 지명했다. 전 뉴욕 주지사였던 휴스는 당의 진보 및 보수 세력을 재통합하려고 노력했다. 공화당원들은 윌슨의 뉴 프리덤 정책, 특히 관세 인하, 높은 소득세 시행, 그리고 "계층 입법"으로 비난한 애덤슨법에 반대하여 캠페인을 벌였다. 공화당원들은 또한 다양한 근거로 윌슨의 외교 정책을 공격했지만, 국내 문제가 일반적으로 선거 운동을 지배했다. 선거일이 다가오면서 양측 모두 승리를 강력한 가능성으로 보았다.
선거 결과는 며칠 동안 불확실했으며, 여러 접전 주에 의해 결정되었다. 윌슨은 캘리포니아에서 약 백만 표 중 3,773표 차이로, 뉴햄프셔에서 54표 차이로 승리했다. 휴스는 미네소타에서 358,000표 이상 중 393표 차이로 승리했다. 최종 집계에서 윌슨은 277명의 선거인단 표를 얻었고, 휴스는 254표를 얻었다. 윌슨은 1912년에 시어도어 루스벨트 또는 유진 데브스에게 갔던 많은 표를 얻어 승리할 수 있었다. 그는 솔리드 사우스를 휩쓸고 서부 주들 중 몇 개를 제외한 모든 주에서 승리했으며, 휴스는 북동부 및 중서부 주들 대부분에서 승리했다. 휴스의 승인 전보가 도착했을 때, 윌슨은 "도착했을 때 이미 좀이 먹은 상태였다"고 말했다. 윌슨의 재선은 그를 앤드루 잭슨 이후 두 번 연속 임기를 지낸 최초의 민주당 대통령으로 만들었다. 윌슨의 당은 또한 의회 통제권을 유지했지만, 하원에서의 통제는 진보당의 몇몇 의원들의 지지에 달려 있었다.

### 1918년 중간선거
윌슨은 1918년 민주당 의회 예비선거에 관여하여 자신의 행정부 외교 정책을 지지할 진보적인 의원들을 선출하기를 희망했다. 윌슨은 제임스 K. 바다만 미시시피주 상원의원과 같은 당내 반대자들을 물리치는 데 성공했다. 그러나 총선에서는 공화당이 하원과 상원 모두를 장악했다. 공화당은 윌슨의 외교 정책 의제, 특히 국제연맹 제안에 반대하며 선거 운동을 벌였다.

### 1920년 대통령 선거

1920년 선거에서 공화당 후보 워런 G. 하딩이 민주당 후보 제임스 콕스를 물리쳤다.

윌슨은 건강이 좋지 않았음에도 불구하고 세 번째 임기에 출마할 가능성을 계속 고려했다. 윌슨의 많은 고문들은 그의 건강이 또 다른 선거 운동을 불가능하게 한다고 설득하려 했지만, 윌슨은 베인브리지 콜비 국무장관에게 1920년 민주당 전당대회에서 자신을 대통령으로 지명해 달라고 요청했다. 대회는 윌슨의 정책을 강력히 지지했지만, 민주당 지도자들은 병든 윌슨을 세 번째 임기에 지지할 의사가 없었다. 대회는 여러 날 동안 여러 차례 투표를 거쳤고, 매커두와 오하이오 주지사 제임스 콕스가 후보 지명의 주요 경쟁자로 부상했다. 매커두는 윌슨 밑에서 재무장관을 지냈고, 1914년에는 윌슨의 딸과 결혼했지만, 대통령은 매커두의 국제연맹에 대한 미온적인 지지 때문이기도 하여 매커두의 출마를 지지하지 않았다. 수십 번의 투표 끝에 대회는 콕스와 프랭클린 D. 루스벨트, 즉 해군부 차관으로 구성된 후보자를 지명했다.
많은 이들이 시어도어 루스벨트가 1920년 공화당 후보가 될 것으로 예상했지만, 1919년 1월 그의 사망으로 공화당 후보 지명 경쟁은 활짝 열렸다. 공화당 후보 지명의 주요 경쟁자는 루스벨트의 친한 친구였던 레너드 우드 장군, 1912년 진보당 후보였던 루스벨트의 러닝메이트였던 하이라움 존슨 상원의원, 그리고 일리노이 주지사 프랭크 로든이었다. 1920년 6월 1920년 공화당 전당대회가 열렸을 때, 세 주요 경쟁자 중 누구도 지명을 얻기에 충분한 지지를 얻지 못했고, 당 지도자들은 다양한 페이버릿 선 후보들을 내세웠다. 당은 결국 다크호스 후보인 오하이오 상원의원 워런 G. 하딩을 지명했다. 공화당은 하딩이 세기 전환기에 지배적이었던 보수 정책으로 "정상으로의 회귀"를 약속하면서 윌슨의 정책에 대한 반대를 중심으로 캠페인을 벌였다. 윌슨은 콕스를 지지하고 미국의 국제연맹 가입을 계속 옹호했지만, 캠페인에 거의 참여하지 않았다. 하딩은 남부 외의 모든 주에서 승리하며 득표율 60.3%를 얻어 압도적인 승리를 거두었다. 민주당은 또한 1920년 의회 및 주지사 선거에서 큰 손실을 입었고, 공화당은 양원 모두에서 다수당 지위를 강화했다.

## 역사적 평가
윌슨은 일반적으로 역사가와 정치학자들에게 더 나은 대통령 중 한 명으로 평가받는다. 2018년 미국정치학회의 대통령 및 행정 정치 부문 여론조사에서는 윌슨을 10번째로 좋은 대통령으로 평가했다. 2017년 C-SPAN의 역사가 여론조사에서는 윌슨을 11번째로 좋은 대통령으로 평가했다. 그러나 2006년 역사가 여론조사에서는 윌슨이 베르사유 조약에 대해 타협하려 하지 않은 것이 재임 중인 대통령이 저지른 네 번째로 최악의 실수라고 평가했다.
일부 역사가들의 견해에 따르면 윌슨은 그 어떤 전임자보다도 대기업의 압도적인 권력으로부터 일반 시민을 보호할 강력한 연방 정부를 만드는 데 기여했다. 연방 준비 제도, 연방 거래 위원회, 누진 소득세, 노동법을 포함한 윌슨의 많은 업적은 윌슨 사망 후에도 오랫동안 미국에 영향을 미쳤다. 그는 일반적으로 현대 미국 자유주의의 핵심 인물로 간주되며, 프랭클린 D. 루스벨트와 린든 B. 존슨과 같은 미래의 대통령들에게 큰 영향을 미쳤다. 쿠퍼는 영향력과 야망 면에서 뉴딜과 위대한 사회만이 윌슨 행정부의 국내 업적과 필적한다고 주장한다. 윌슨주의로 알려지게 된 윌슨의 이상주의적인 외교 정책 또한 미국 외교 정책에 큰 영향을 미쳤으며, 윌슨의 국제연맹은 유엔의 발전에 영향을 주었다. 그러나 윌슨의 시민권 기록은 종종 비판을 받아왔다. 윌슨 행정부는 연방 정부에서 새로운 수준의 인종 분리를 보였으며, 윌슨의 내각에는 여러 인종차별주의자가 포함되어 있었다.
아마도 윌슨의 외교에 대한 가장 혹독한 비판은 스탠포드 역사가 토머스 A. 베일리의 두 권의 저서인 《잃어버린 평화와 우드로 윌슨》(1944)과 《우드로 윌슨과 위대한 배신》(1945)에서 나온다. 이 두 권은 학자들 사이에서 여전히 많이 인용되는 책이다. 베일리는 다음과 같이 주장했다.
윌슨의 전시 고립주의뿐만 아니라 전쟁이 끝날 무렵의 그의 평화 제안은 심각하게 결함이 있었다. 미국 대표단이 윌슨이 제안한 국제연맹에 대한 완강한 반대에 직면했다는 사실을 강조하면서, 베일리는 대통령과 그의 외교 참모진이 본질적으로 포기했고, 윌슨의 진보적 비전의 파편만을 확보하기 위해 중요한 미국적 이상을 타협했다고 결론지었다. 따라서 베일리는 주로 윌슨 대통령을 이 비판의 대상으로 삼았지만, 하우스를 포함한 다른 사람들도 상처 없이 나오지는 못했다.
스콧 브루스는 다음과 같이 주장했다.
최근 토머스 J. 녹, 아서 월워스, 존 밀턴 쿠퍼와 같은 저명한 역사가들은 윌슨과 그의 평화 협상가들이 파리에서 광범위한 외교적 실패를 저질렀다고 비난하는 것을 피했다. 대신, 그들은 국제연맹을 통해 명확히 표현된 윌슨주의적 진보주의를 파리 평화 회의에서 영미 제국주의자들의 책략에 의해 비극적으로 훼손된 비교적 계몽적인 틀로 묘사했다.... 역사가 마거릿 맥밀런은 그녀의 수상작 《파리 1919: 세상을 바꾼 6개월》(2001)에서 이러한 분석적 경향을 이어갔는데, 이 책은 윌슨을 자신의 이상주의적 비전을 확보할 수 없었던 좌절된 이상주의자로 묘사하며, 그의 주변에 있던 구세대 제국주의자들의 반대 때문이었다. 로이드 E. 암브로시우스와 같은 현실주의자들은 윌슨주의적 진보주의를 너무 이상주의적으로 정의하는 것의 가치에 의문을 제기했지만, 선의의 미국 대표단이 파리에서 윌슨의 제안에 대한 완강한 반대에 직면하여 압력에 굴복했다는 생각은 지속되었다. 위대한 윌슨 학자인 아서 S. 링크조차도 이러한 서사의 한 버전을 지지했다.

### 참고 자료
- 버그, A. 스콧. 윌슨 (2013)
- Bruce, Scot D. "Woodrow Wilson's House: The Hidden Hand of Wilsonian Progressivism" Reviews in American History 45#4 (2017) pp 623–24. excerpt
- Clements, Kendrick A. (1992). 《The Presidency of Woodrow Wilson》. University Press of Kansas. ISBN 978-0-7006-0523-1.
- Cooper, John Milton (1990). 《Pivotal Decades: The United States, 1900–1920》. W. W. Norton & Company. ISBN 978-0393956559.
- Cooper, John Milton, ed. Reconsidering Woodrow Wilson: Progressivism, Internationalism, War, and Peace (2008)
- 쿠퍼, 존 밀턴. 우드로 윌슨: 전기 (2009)
- Gilbert, Charles. American financing of World War I (1970) online
- Gould, Lewis L. (2003). 《Grand Old Party: A History of the Republicans》. Random House. 175–176쪽. ISBN 978-0-375-50741-0.
- Heckscher, August (1991). 《Woodrow Wilson》. Easton Press.
- Herring, George C. (2008). 《From Colony to Superpower: U.S. Foreign Relations since 1776》. Oxford University Press. 381쪽. ISBN 9780199723430.
- Kennedy, David M. Over Here: The First World War and American Society (1982), online
- Kennedy, Ross A. ed. A Companion to Woodrow Wilson  (2013) online
- Link, Arthur Stanley. Wilson. online
  - 윌슨: 백악관으로 가는 길 1권. (1947)
  - 윌슨: 새로운 자유 2권 (1956)
  - 윌슨: 중립을 위한 투쟁: 1914–1915 3권 (1960)
  - 윌슨: 혼란과 위기: 1915–1916 4권 (1964)
  - 윌슨: 진보주의와 평화를 위한 캠페인: 1916–1917 5권 (1965)
- Link, Arthur S. Woodrow Wilson and the Progressive Era, 1910–1917 (1954) 표준 정치사 online
- Weisman, Steven R. (2002). 《The Great Tax Wars: Lincoln to Wilson-The Fierce Battles over Money That Transformed the Nation》. Simon & Schuster. ISBN 978-0-684-85068-9.

## 더 읽어보기

### 개관
- Canfield, Leon H. The Presidency of Woodrow Wilson: Prelude to a World in Crisis (Fairleigh Dickinson UP, 1966.
- Keene, Jennifer D. The United States and the First World War (Routledge, 2014).
- Link, Arthur S. Woodrow Wilson and the progressive era, 1910–1917 (1954). online
- Meyer G.J. The World Remade: America In World War I (2017), 인기 있는 개관, 672쪽
- Schaffer, Ronald. America in the Great War: The rise of the war welfare state (Oxford UP, 1991). online
- Slosson, Preston W. The Great Crusade And After (1914–1928) (1930), 오래된 학술 사회사 연구 online
- Young, Ernest William. The Wilson Administration and the Great War (1922) online edition
- Venzon, Anne ed. The United States in the First World War: An Encyclopedia (1995), 매우 철저한 내용.
- Zieger, Robert H. America's Great War: World War I and the American Experience 2000. 272 pp.

### 전기
- Blum, John Morton. Joe Tumulty and the Wilson Era (1951).
- Clements, Kendrick A. Woodrow Wilson: World Statesman  (Twayne, 1987), 간략한 학술 전기
- Cooper, John Milton. Woodrow Wilson (2009), 주요 학술 전기. online
- Craig, Douglas B. Progressives at War: William G. McAdoo and Newton D. Baker, 1863–1941 (2013).
- Hodgson, Godfrey. Woodrow Wilson's Right Hand: The Life of Colonel Edward M. House. (2006); 인기 있는 전기
- Kazin, Michael. A Godly Hero: The Life of William Jennings Bryan (2006). excerpt
- Link, Arthur S. "Woodrow Wilson" in Henry F. Graff ed., The Presidents: A Reference History  (2002) pp. 365–388; online 짧은 학술 전기; 링크의 5권 전기 1917년 4월에 종료
- Neu, Charles E. Colonel House: A Biography of Woodrow Wilson's Silent Partner (Oxford UP, 2015), 699 pp
- Shook, Dale N. William G. McAdoo and the Development of National Economic Policy, 1913–1918. (1987).
- Vandiver, Frank E. Black Jack: The Life and Times of John J. Pershing – Volume II (1977)
- Weaver, Judith L. "Edith Bolling Wilson as First Lady: A Study in the Power of Personality, 1919–1920." Presidential Studies Quarterly 15.1 (1985): 51–76.

### 성별, 민족, 인종, 시민적 자유
- Allerfeldt, Kristofer (2013). 〈Wilson's Views on Immigration and Ethnicity〉. 《A Companion to Woodrow Wilson》. 152–172쪽. doi:10.1002/9781118445693.ch8. ISBN 9781118445693.
- Brown, Victoria Bissell, "Did Woodrow Wilson’s Gender Politics Matter?" in John Milton Cooper, ed. Reconsidering Woodrow Wilson: Progressivism, Internationalism, War, and Peace (2008): 125–162.
- Dodd, Lynda G. "Parades, Pickets, and Prison: Alice Paul and the Virtues of Unruly Constitutional Citizenship." Journal of Law and Politics 24 (2008): 339–433. online
- Gerstle, Gary, "Race and Nation in the Thought and Politics of Woodrow Wilson." in John Milton Cooper, ed. Reconsidering Woodrow Wilson: Progressivism, Internationalism, War, and Peace (2008): 93–124.
- Graham, Sally Hunter (1983). 《Woodrow Wilson, Alice Paul, and the Woman Suffrage Movement》. 《Political Science Quarterly》 98. 665–679쪽. doi:10.2307/2149723. JSTOR 2149723.
- Hamilton, John M. Manipulating the Masses: Woodrow Wilson and the Birth of American Propaganda. (Louisiana State University Press, 2020) online review
- Lunardini, Christine A., and Thomas J. Knock. "Woodrow Wilson and woman suffrage: A new look." Political Science Quarterly 95.4 (1980): 655–671. online
- Patler, Nicholas. Jim Crow and the Wilson administration: protesting federal segregation in the early twentieth century (2007).
- Scheiber, Harry N. The Wilson Administration and Civil Liberties, 1917–1921 (2013). excerpt
- Steinson, Barbara J. "Wilson and Woman Suffrage" in Ross A. Kennedy, ed., A Companion to Woodrow Wilson (2013): 343–365.
- Stone, Geoffrey R. "Mr. Wilson's First Amendment" in John Milton Cooper, ed. Reconsidering Woodrow Wilson: Progressivism, Internationalism, War, and Peace (2008): 189–224.
- Vought, Hans. "Division and Reunion: Woodrow Wilson, Immigration, and the Myth of American Unity," Journal of American Ethnic History (1994) 13#3 pp. 24–50 online
- Yellin, Eric S. (2013). 《Racism in the Nation's Service》. doi:10.5149/9781469607214_Yellin. ISBN 9781469607207. S2CID 153118305.

### 정치, 경제, 노동
- Brownlee, W. Elliot. "Wilson and Financing the Modern State: The Revenue Act of 1916." Proceedings of the American Philosophical Society 129.2 (1985): 173–210. in JSTOR
- Cuff, Robert D. The war industries board: Business-government relations during World War I (1973). online
- Cuff, Robert D. (1980). 《The politics of labor administration during world war I》. 《Labor History》 21. 546–569쪽. doi:10.1080/00236568008584597.
- Dubofsky, Melvyn (2018). 〈Abortive Reform〉. 《Work, Community, and Power》. 197–220쪽. doi:10.2307/j.ctv941wrj.12. ISBN 9781439917602. S2CID 188293501.
- Haig, Robert Murray (1919). 《The Revenue Act of 1918》. 《Political Science Quarterly》 34. 369–391쪽. doi:10.2307/2141682. JSTOR 2141682.
- Kester, Randall B. (1940). 《The War Industries Board, 1917–1918; A Study in Industrial Mobilization》. 《American Political Science Review》 34. 655–684쪽. doi:10.2307/1947819. JSTOR 1947819. S2CID 146259763.
- Koistinen, Paul A. Mobilizing for Modern War: The Political Economy of American Warfare, 1865–1919 (UP of Kansas, 1997) online review
- Livermore, Seward. Politics is adjourned: Woodrow Wilson and the War Congress, 1916–1918 (1966) online
- Paxson, Frederic L. (1920). 《The American War Government, 1917-1918》. 《The American Historical Review》 26. 54–76쪽. doi:10.2307/1835137. JSTOR 1835137.
- Rockoff, Hugh (2005). 〈Until it's over, over there: The US economy in World War I〉 (PDF). 《The Economics of World War I》 (PDF). 310–343쪽. doi:10.1017/CBO9780511497339.011. ISBN 9780511497339. S2CID 152438225.
- Sebok, Miklos. "President Wilson and the International Origins of the Federal Reserve System-A Reappraisal." White House Studies 10.4 (2011) pp 425–447.
- Silber, William L. (2007). 《When Washington Shut Down Wall Street》. doi:10.1515/9781400851669. ISBN 9781400851669. online review
- Smith, John S. "Organized labor and government in the Wilson Era: 1913–1921." Labor History 3.3 (1962): 265–286.
- Soule, George. The Prosperity Decade: From War to Depression, 1917–1929 (1947), 10년간의 광범위한 경제사; online
- Sutch, Richard C. (2015). 《Financing the Great War: A Class Tax for the Wealthy, Liberty Bonds for All》. SSRN 2665730.
- Sutch, Richard. "The Fed, the Treasury, and the Liberty Bond Campaign–How William Gibbs McAdoo Won World War I." Central Banking in Historical Perspective: One Hundred Years of the Federal Reserve (2014) online; 전시 정부 포스터로 설명.
- Urofsky, Melvin I. Big steel and the Wilson administration: a study in business-government relations (1969). online
- Williams, William John. The Wilson administration and the shipbuilding crisis of 1917: steel ships and wooden steamers (1992).

### 외교 및 군사 정책
- Ambrosius, Lloyd E. Wilsonian Statecraft: Theory and Practice of Liberal Internationalism During World War I (1991).
- Ambrosius, Lloyd E. (2002). 《Wilsonianism》. doi:10.1057/9781403970046. ISBN 978-1-4039-6009-2.
- Bailey, Thomas A.  Woodrow Wilson and the Lost Peace (1963) 파리, 1919년 online
- Bailey, Thomas A. Woodrow Wilson and the great betrayal (1945) 상원 패배에 관하여. conclusion-ch 22 보관됨 2017-04-20 - 웨이백 머신; online
- Burnidge, Cara Lea (2016). 《A Peaceful Conquest》. doi:10.7208/chicago/9780226232454.001.0001. ISBN 9780226232317.
- Clements, Kendrick A. (2004). 《Woodrow Wilson and World War I》. 《Presidential Studies Quarterly》 34. 62–82쪽. doi:10.1111/j.1741-5705.2004.00035.x.
- Cooper, John Milton, Jr. Breaking the Heart of the World: Woodrow Wilson and the Fight for the League of Nations (2001).
- Doenecke, Justus D. Nothing Less Than War: A New History of America's Entry into World War I (2014), 역사학.
- Doenecke, Justus D. (2013). 〈Neutrality Policy and the Decision for War〉. 《A Companion to Woodrow Wilson》. 241–269쪽. doi:10.1002/9781118445693.ch13. ISBN 9781118445693.
- Esposito, David M. The Legacy of Woodrow Wilson: American War Aims in World War I. (1996).
- Ferns, Nicholas (2013). 《Loyal Advisor? Colonel Edward House's Confidential Trips to Europe, 1913–1917》. 《Diplomacy & Statecraft》 24. 365–382쪽. doi:10.1080/09592296.2013.817926. S2CID 159469024.
- Floyd, Ryan. Abandoning American Neutrality: Woodrow Wilson and the Beginning of the Great War, August 1914 – December 1915 (Springer, 2013).
- Gilderhus, Mark T. Diplomacy and Revolution: US-Mexican Relations under Wilson and Carranza (1977).
- Greene, Theodore, ed. Wilson At Versailles (1949) 학술 연구의 짧은 발췌. online free
- Kennedy, Ross A. (2001). 《Woodrow Wilson, World War I, and American National Security》. 《Diplomatic History》 25. 1–32쪽. doi:10.1017/S0021875800015310.
- Knock, Thomas J. To End All Wars: Woodrow Wilson and the Quest for a New World Order (Princeton UP, 1992).
- Levin Jr., N. Gordon. Woodrow Wilson and World Politics: America's Response to War and Revolution (Oxford UP, 1968), 신좌파적 접근.
- Link, Arthur S. Wilson the Diplomatist: A Look at His Major Foreign Policies (1957) online
- Link, Arthur S.; Woodrow Wilson and a Revolutionary World, 1913–1921 (1982)
- May, Ernest R. The World War and American isolation : 1914–1917 (1959) online, 주요 학술 연구
- Powaski, Ronald E. (2017). 〈Woodrow Wilson Versus Henry Cabot Lodge: The Battle over the League of Nations, 1918–1920〉. 《American Presidential Statecraft》. 67–111쪽. doi:10.1007/978-3-319-50457-5_3. ISBN 978-3-319-50456-8.
- Quirk, Robert E. An affair of honor: Woodrow Wilson and the occupation of Veracruz (1962). 멕시코에 관하여
- Startt, James D. Woodrow Wilson, the Great War, and the Fourth Estate (Texas A&M UP, 2017) 420 pp.
- Steigerwald, David. "The Reclamation of Woodrow Wilson?" Diplomatic History 23.1 (1999): 79–99. 친윌슨 online
- Stevenson, David. The First World War and International Politics (1991), 모든 주요 강대국들의 외교를 다룸.
- Thompson, J. A. (1985). 《Woodrow Wilson and World War I: A Reappraisal》. 《Journal of American Studies》 19. 325–348쪽. doi:10.1017/S0021875800015310. S2CID 145071620.
- Trask, David F. The United States in the Supreme War Council: American War Aims and Inter-Allied Strategy, 1917–1918 (1961)
- Walworth, Arthur; Wilson and His Peacemakers: American Diplomacy at the Paris Peace Conference, 1919 (1986).
- Walworth, Arthur (1958). 《Woodrow Wilson, Volume I, Volume II》. Longmans, Green.; 904pp; 본격적인 학술 전기; 퓰리처상 수상; online free 2nd ed. 1965
- Woodward, David (2014). 《The American Army and the First World War》. doi:10.1017/CBO9780511984563. ISBN 9780511984563.
- Woodward, David R. Trial by Friendship: Anglo-American Relations, 1917–1918  (1993).
- Wright, Esmond. "The Foreign Policy of Woodrow Wilson: A Re-Assessment. Part 1: Woodrow Wilson and the First World War" History Today. (1960년 3월) 10#3 pp 149–157
  - Wright, Esmond. "The Foreign Policy of Woodrow Wilson: A Re-Assessment. Part 2: Wilson and the Dream of Reason" History Today (1960년 4월) 19#4 pp 223–231

### 역사학 및 기억
- Clements, Kendrick A.; Wilson, Woodrow (1994). 《The Papers of Woodrow Wilson and the Interpretation of the Wilson Era》. 《The History Teacher》 27. 475쪽. doi:10.2307/494510. JSTOR 494510.
- Doenecke, Justus D. Nothing Less Than War: A New History of America's Entry into World War I (2014), 역사학.
- Gerwarth, Robert. "The Sky beyond Versailles: The Paris Peace Treaties in Recent Historiography." Journal of Modern History 93.4 (2021): 896–930.
- Herring, Pendleton (1974). 《Woodrow Wilson—Then and Now》. 《PS: Political Science & Politics》 7. 256–259쪽. doi:10.1017/S1049096500011422 (년 이후로 접속 불가 2024-11-13). S2CID 155226093.
- Holzer, Harold. The Presidents Vs. the Press: The Endless Battle Between the White House and the Media—from the Founding Fathers to Fake News (Dutton, 2020) pp 118–144.online
- Keene, Jennifer D. (2016). 《Remembering the "Forgotten War": American Historiography on World War I》. 《Historian》 78. 439–468쪽. doi:10.1111/hisn.12245. S2CID 151761088.
- Kennedy, Ross A, 편집. (2013). 《A Companion to Woodrow Wilson》. Wiley-Blackwell. doi:10.1002/9781118445693. ISBN 9781118445693.
- Neiberg, Michael S. (2018). 〈American Entry into the First World War as an Historiographical Problem〉. 《The Myriad Legacies of 1917》. 35–54쪽. doi:10.1007/978-3-319-73685-3_3. ISBN 978-3-319-73684-6.
- Saunders, Robert M. "History, Health and Herons: The Historiography of Woodrow Wilson's Personality and Decision-Making." Presidential Studies Quarterly (1994): 57–77. in JSTOR
- Woodward. David. America and World War I: A Selected Annotated Bibliography of English Language Sources (2nd ed 2007) excerpt

### 1차 자료 및 연감
- Baker, Ray Stannard ed. The public papers of Woodrow Wilson (8 vol 1927–39). 링크 에디션보다 훨씬 불완전하지만 도서관에서 더 널리 이용 가능. partly online free to borrow
- DiNunzio. Mario R. ed. Wilson: Essential Writings and Speeches of the Scholar-President (2006), 대부분 1913년 이전.
- Link. Arthur C., ed. The Papers of Woodrow Wilson. In 69 volumes. Princeton, NJ: Princeton University Press (1966–1994); 윌슨의 저작물 전체 컬렉션과 그에게 쓰여진 중요한 편지, 그리고 자세한 역사적 설명.
- 페스트리토, 로널드 J. ed. Woodrow Wilson: The Essential Political Writings (2005) excerpt
- Seymour, Charles, ed. The intimate papers of Colonel House (4 vols., 1928) online editiononline v1
- New International Year Book 1913 (1914) 국내 및 세계 정세에 대한 포괄적인 내용; 경제에 강함; 867쪽
- New International Year Book 1914 (1915), 국내 및 세계 정세에 대한 포괄적인 내용, 913쪽
- New International Year Book 1915 (1916), 국내 및 세계 정세에 대한 포괄적인 내용, 791쪽
- New International Year Book 1916 (1917), 국내 및 세계 정세에 대한 포괄적인 내용, 938쪽
- New International Year Book 1917 (1918), 국내 및 세계 정세에 대한 포괄적인 내용, 904쪽
- New International Year Book 1918 (1919), 904쪽
- New International Year Book 1919 (1920), 744쪽
- New International Year Book 1920 (1921), 844쪽
- New International Year Book 1921 (1922), 848쪽